# Palazzi di Lanciano

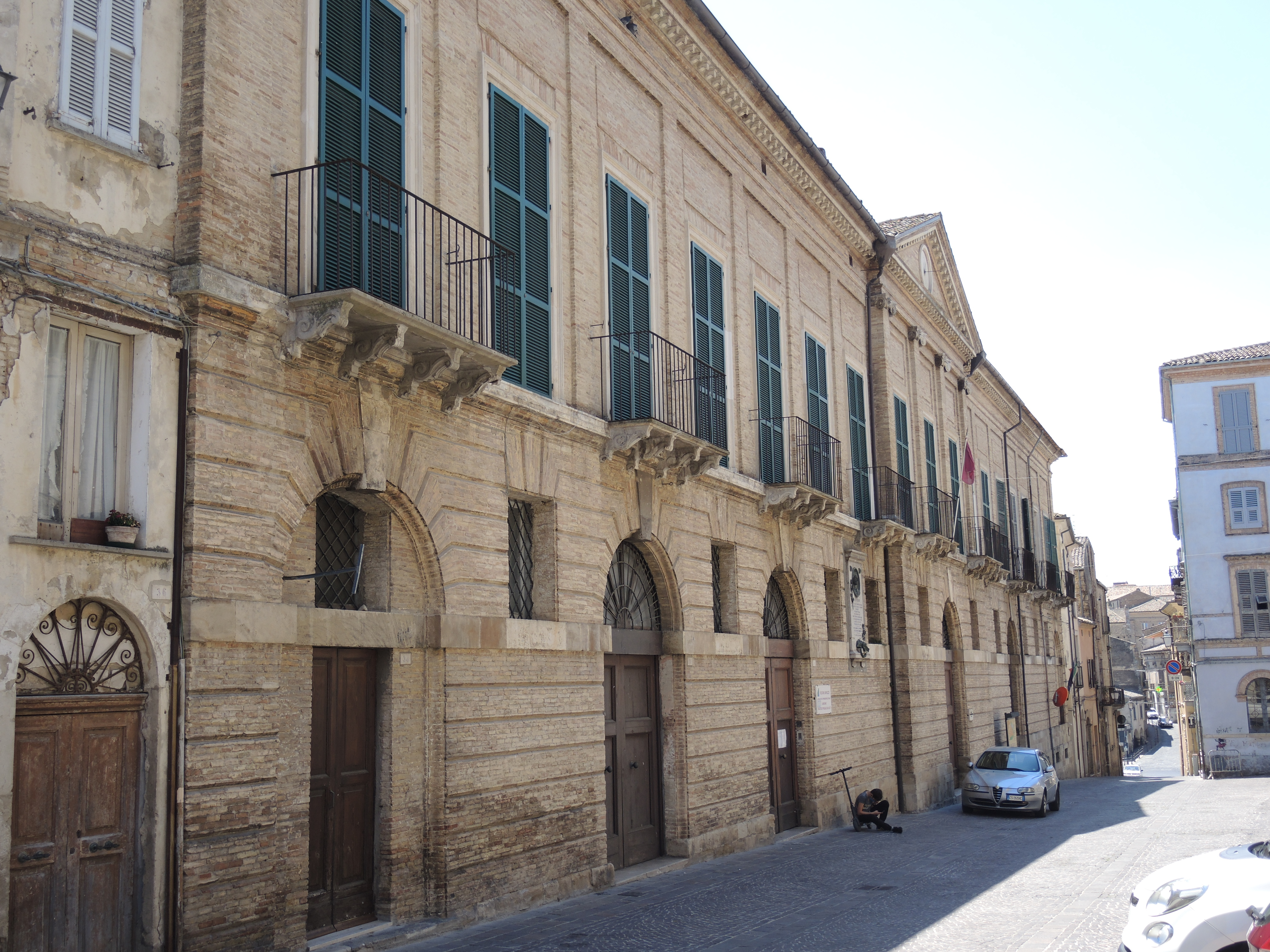
Il palazzo De Crecchio nel rione Lancianovecchia

La pagina illustra i palazzi di Lanciano, situati sia nel centro storico (i quattro quartieri Lancianovecchio, Civitanova, Sacca e Borgo), la parte moderna, e nelle contrade.

## Centro storico

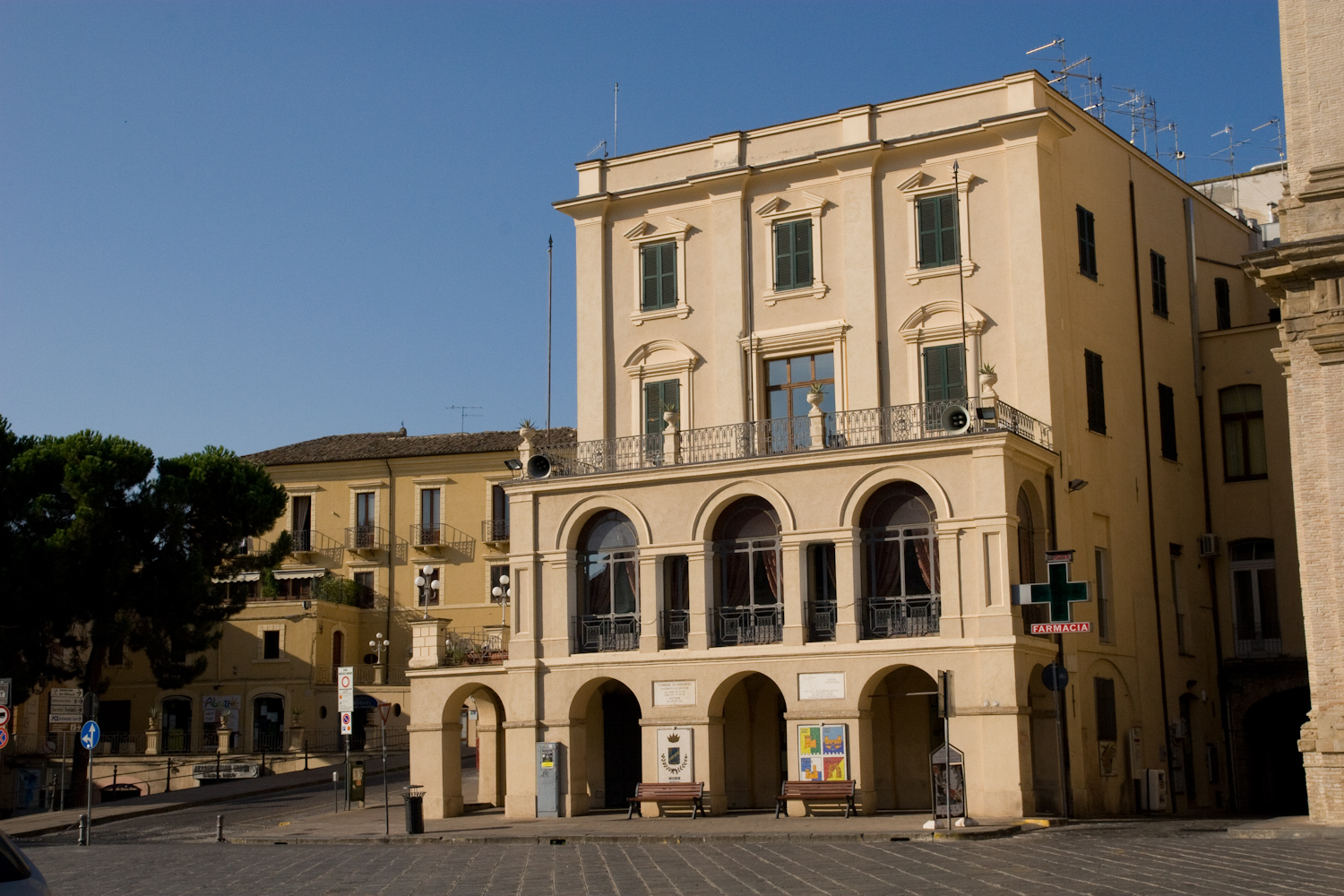
Palazzo comunale.

### Quartiere Piazza Plebiscito
La Piazza era l'antico centro attivo della città, stratificatasi nei secoli con colmature di un piccolo fossato, con un percorso archeologico sotterraneo scavato nel 1992-1999, è stata rifatta a più riprese, nel XV secolo, a basolato in ciottoli di fiume locali, come è stato riportato alla luce nel 1992, e in seguito nel XVIII secolo, quando ha preso più o meno la conformazione attuale. I palazzi che si affacciavano, compresa la Basilica cattedrale, erano collegati da un ampio porticato con funzione di deambulazione e di vendita e stipula di atti notarili. I portici furono quasi tutti demoliti tra il 1819 e la metà dell'Ottocento, solo una piccola parte è sopravvissuta. Nel 1799 durate i tumulti di francesi, fu assaltato il Palazzo Carabba, che chiudeva la piazza a ovest, verso la discesa di piazza Garibaldi, che a fine '800 verrà abbattuto. Nel 1904 sarà aperta la fontana pubblica, sostituita nel 1926 dal Monumento ai caduti.
- Palazzo comunale: risalente al XVI secolo, come palazzo delle Scuole Pie col monastero dei Padri Scolpi di San Giuseppe[1], verrà costruito soltanto dopo il 1861 su progetto di Filippo Sargiacomo, Il vecchio municipio aveva sede vacante, ed era ospitato dal XVI secolo, presso il convento dei Francescani, come "Palazzo dell'Università". Il progetto di Sargiacomo, dopo che il monastero degli Scolopi era stato adibito a teatro comunale, fu quello di demolire ciò che restava delle vecchie carceri comunali, che saranno trasferite nell'ex convento dei Padri Rocchettini di Santa Giovina. Il palazzo fu tirato a nuovo, con l'aggiunta di un avancorpo sulla piazza a loggiato, per ospitare la Sala di Conversazione. Questa fu progettata dal Sargiacomo nel 1900 e realizzata dall'impresa Giacinto Luciani[2], una zona polivalente per conferenze ed eventi di gala. In quel tempo Lanciano era frequentata da diverse personalità, la famiglia D'Ovidio, l'avvocato De Giorgio, i Carabba, i Colalè, Giovanni Papini, Paolo Orano, Cesare de Titta, Luigi Illuminati, Augusto Romagnoli. I lavori furono voluti dai sindaci Gerardo Berenga e Giulio Petragnani, si conclusero nel 1902, le volte interne furono dipinte dai lancianesi Augusto de Arcangelis e Vincenzo Gagliardi, chiamati anche a dipingere la volta del Teatro comunale

La Casa di Conversazione è stata distrutta, insieme con la facciata antica, dai bombardamenti del 1944, e ricostruita seguendo il progetto originale, ma senza il cornicione superiore decorato coi fasci littori. La struttura esterna ha pianta quadrata, molto imponente, con un loggiato alla base che si affaccia verso Piazza Plebiscito. Il loggiato è sormontato da un blocco con tre finestre ad arco a tutto sesto, sede della Sala di Conversazione, e ancora più in alto da due piani, posti più indietro, che ospitano gli uffici del comune. Lo stile della struttura è neoclassico, con aggiunte varie in stile misto, sculture di muse del Cav. Croce, e sculture lignee di Paolo Spoltore. La sala grande è dedicata l prof. Benito Lanci. 

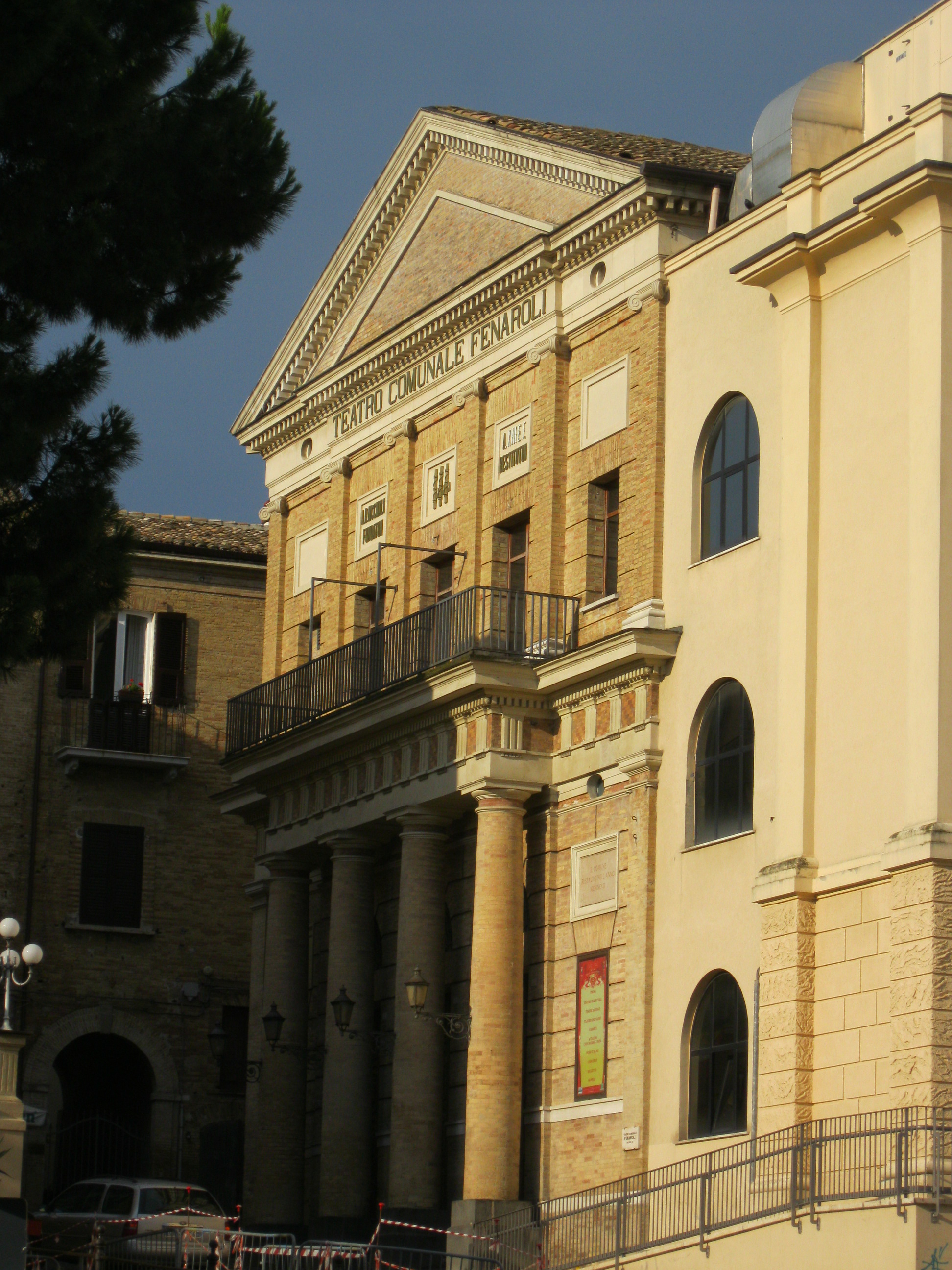
Il Teatro Fenaroli

- Teatro comunale "Fedele Fenaroli": salendo la via dei Frentani, è posto sulla destra, attaccato al palazzo comunale, sede di un originario convento dedicato a San Giuseppe con il Collegio degli Scolopi. La pianta, è stata progettata nel 1834 da Taddeo Salvini di Orsogna (la facciata è del 1840, e l'inaugurazione ci fu nel 1847)[3]. I lavori incominciarono nel 1834, dopo la sconsacrazione della chiesa di San Giuseppe, e chiamato "Teatro San Ferdinando", e divenne uno dei principali teatri d'opera d'Abruzzo insieme con il Teatro Marrucino di Chieti e il Teatro dell'Aquila. Gli interni sono stati decorati nella volta con le pitture di Augusto De Arcangelis, andati persi coi danneggiamenti della guerra. Il teatro ha vissuto periodi alterni di fama e di chiusura, come la prima avvenuta nel 1876; fu restaurato varie volte. Diverse furono le Filodrammatiche locali che vi hanno preso parte, tra gli attori e drammaturghi di maggiore fama che produssero opere, si ricordano Francesco Masciangelo, Cesare de Titta, Giulio Sigismondi, Eduardo Di Loreto, Ugo Di Santo, Guglielmo Polzinetti, Cesare Fagiani, Alfredo Bontempi e Benito Lanci.
Il teatro è a pianta quadrangolare irregolare. La facciata è rialzata rispetto al dislivello della salita, decorata in stile post-classico, la parte del primo livello con le colonne fu terminata dal Sargiacomo, la parte superiore ha aspetto neoclassico, frutto del restauro dell'era fascista del 1939 che mostra i tipici caratteri classicheggianti-razionalisti della facciata: l'ingresso è preceduto da quattro colonne doriche, che sorreggono la balaustra centrale, sormontata da cinque finestre sovrastate da placche rettangolari in rilievo con iscrizioni latine presso tre di queste, che ricordano il restauro del 1939 e la data di fondazione; l'architrave del tetto spiovente è triangolare. L'interno è costituito dall'aspetto classico del teatro d'opera all'italiana, a forma di ferro di cavallo, con 44 posti a sedere nei 4 palchi, suddivisi da festoni decorativi in stile tardo-barocco, con elementi vegetali e figure antropomorfe. Il palcoscenico è decorato da un tendone in rosso porpora, con in alto lo stemma civico di Lanciano. Il teatro fu chiuso per anni a causa di incuria, e fu riaperto nel 1998 dopo corposi lavori di restauro. Il vestibolo di ingresso ha i due busti in bronzo dei musicisti lancianesi Fedele Fenaroli e Francesco Masciangelo; il foyer del teatro è stato inaugurato nel 2014, dedicato all'attore lancianese Alfredo Cohen.

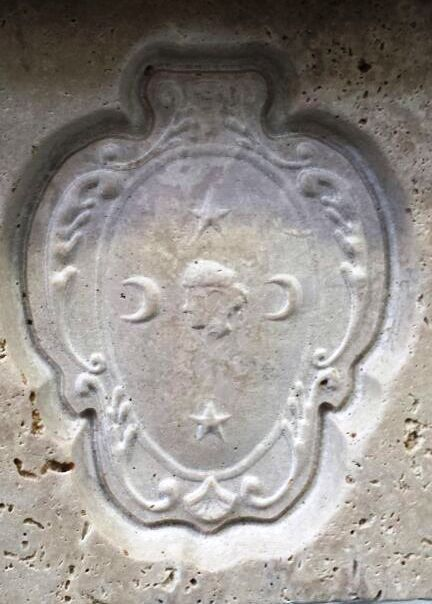
Stemma dei Carabba presso la cappella del cimitero comunale.

### Quartiere Lancianovecchia

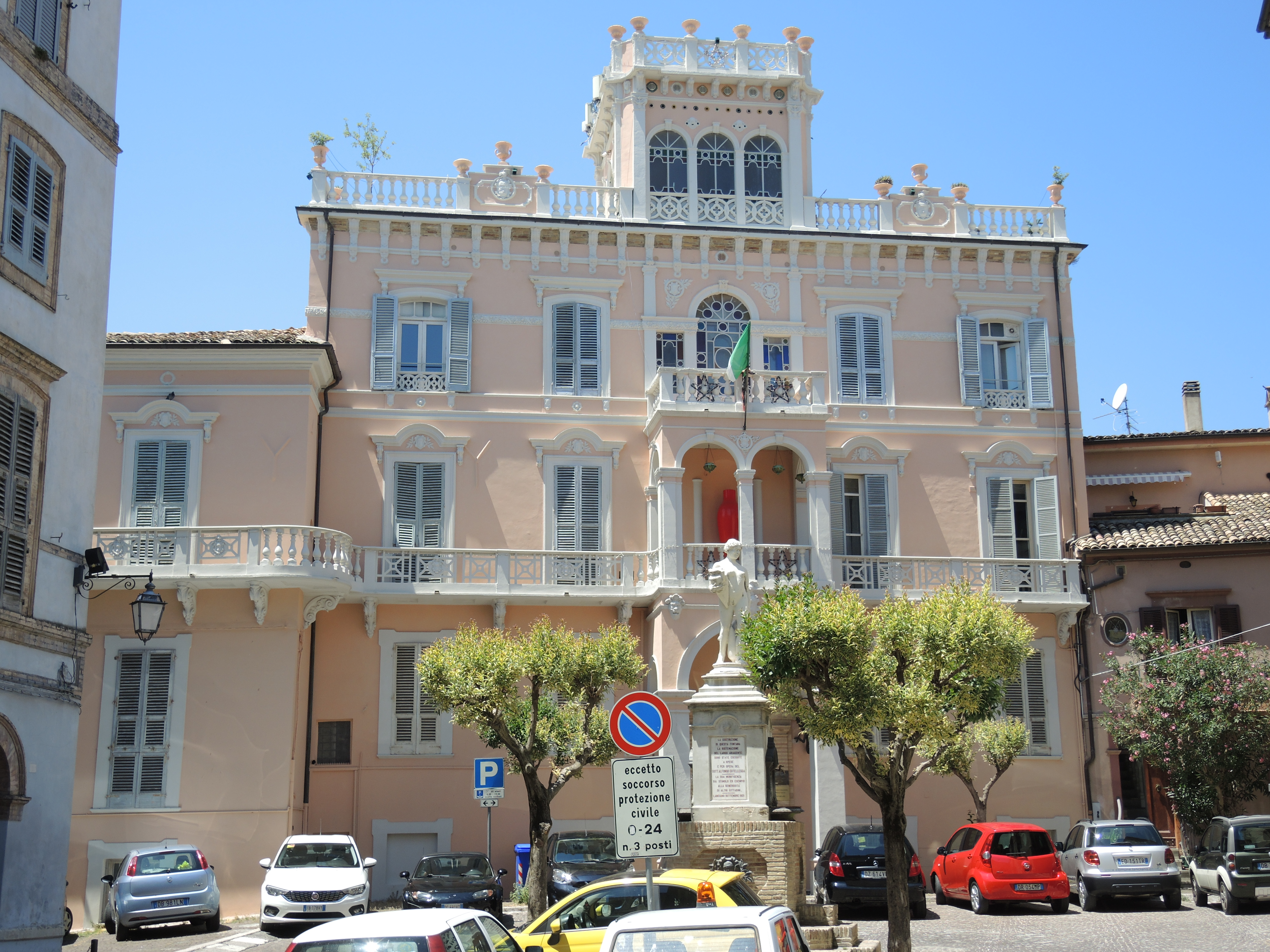
Palazzo del Capitano

- Palazzo Cappuccini de Riseis: si trova all'ingresso della salita dei Frentani, in corrispondenza con il Teatro Fenaroli. Appartenne in origine alla famiglia Cappuccini, di origine toscana, la cui ultima discendente, donna Rosalia Cappuccini, sposò il 10 febbraio 1793 il Barone Camillo de’ Riseis di Scerni. Nel catasto onciario del 1618 troviamo la famiglia Cappuccini menzionata fra quelle più importanti del quartiere di Lanciano Vecchio. Con atto del notar Palazzi, nel 1662, la famiglia Cappuccini è annoverata fra la nobiltà cittadina.  Numerose personalità spiccarono tra i membri della famiglia de’ Riseis. Panfilo de Riseis, nato a Scerni il 20 agosto 1795 e morto a Napoli il 10 agosto 1883 fu Senatore del Regno nel 1880, che progettò la ferrovia Sangritana per il collegamento di Lanciano con Napoli, presentato nel 1853. Il palazzo è ricordato per un delitto efferato, ricordato nelle memorie di Filippo Sargiacomo: "[La Baronessa Clementina de Riseis] fu seppellita nella Chiesa di S. Agostino, sotto il pilastro rimpetto il sepolcro del Barone Gigliani, nell'altro lato della Chiesa. Avvenuto l'assassinio la Giustizia si mise subito alla ricerca dello assassino, e per raggiungere più facilmente lo scopo, si cercò di rintracciare il fabbro ferraio che fece il coltello, cosicché il detto coltello fu presentato a tutti i fabbri ferrai della città, e fu il ferraio Fazia che riconobbe essere quello il coltello da lui manifatturato, a richiesta di Domenico Sangiuliani, che gli disse di occorrergli nella prossima Pasqua per uccidere gli agnelli. Saputosi così il nome dell'assassino, non tardò molto ad essere rintracciato, e quindi preso ed incarcerato.

Espletatesi le formalità di legge pel regolare processo, la causa fu trattata nel Tribunale Criminale di Chieti, la di cui sentenza fu quella della pena capitale, e detta sentenza fu eseguita nella setta città di Chieti, coll'essere ghigliottinato con una generale esasperazione"Il palazzo rinascimentale dà l'ingresso sulla salita: è decorato da fasce in bugnato lungo i lati, con scolpite delle figure antropomorfe e mitologiche, come una sirena, e in cima lo stemma della famiglia De Riseis. Un porzione del palazzo nell'era fascista fu usata come Casa del Fascio. L'interno ha una piccola corte trapezoidale, un tempo col pavimento in acciottolato; i piani superiori hanno le volte dipinte con motivi mitologici neoclassici, opera di Augusto de Arcangelis.
- Palazzo De Crecchio: si trova lungo via dei Frentani, posto davanti a Palazzo Vergilj. Costruito nel XVIII secolo, completato nel 1811. Fu eretto sopra il Palazzo d'Avalos, famiglia vastese che governò Lanciano come feudo dal 1646 sino al 1734, e che a sua volta era stato riadattato dall'antico Palazzo del Governatore Regio. Il palazzo ha dato i natali al senatore e medico Luigi De Crecchio, ricordato con un monumentale bassorilievo sulla facciata, con inserti in bronzo. Oggi il palazzo è usato come biblioteca regionale "P. Salvucci" e Centro servizi culturali Regione Abruzzo, e sede convegni, dopo il restauro e l'inaugurazione nel 1981. Per dimensioni e qualità costruttiva, il palazzo è uno dei più interessanti del centro storico; per lo stile è detto anche "palazzo Vanvitelli", forse progettato da un suo allievo: la facciata principale presenta un forte sviluppo orizzontale, con un corpo centrale coronato da timpano triangolare, aggettante rispetto alle altre ali, definito da piano nobile da un ordine di quattro lesene a capitelli ionici. Le tre campate da queste definite hanno balconi ai lati e vano cieco di uguale dimensione nella campata mediana; i livelli sono due, separati da cornice marcapiano che fa da contrappunto alla fascia di raccordo delle finestre del pianterreno, intercettante i portali ad arco all'altezza d'imposta. La muratura è in mattoni faccia vista, il pianterreno ha fasce orizzontali in bugnato liscio, in corsi di altezza costante, interrotte dai portali a tutto sesto. All'interno si apre, attraverso un vestibolo voltato a botte, il giardino terrazzato, utilizzato oggi per fini culturali; il palazzo è dotato anche di un antico pozzo, e di stanze nei piani interrati per la servitù e le stalle.

- Palazzo Vergilj: detto anche "Palazzo Maiella", si trova sulla via dei Frentani, costruito nel Settecento sopra i resti del castello longobardo Tonnino, è uno dei palazzi più grandi del quartiere e del centro, prospiciente il palazzo De Crecchio. Il palazzo dovette inglobare anche altri edifici storici per avere tale mole, e ha tipiche forme settecentesche, con sobri lineamenti decorativi. Fu eretto dai Vergilj baroni di Castel Nuovo ossia Castelfrentano. I Vergilj sono una famiglia autoctona di Castel Nuovo, il primo membro menzionato è Virgilio di Nicola Di Francesco, i suoi figli inizieranno a chiamarsi "Vergilj" dal genitivo alla latina; i membri discendenti si sposeranno con la famiglia castellina Di Lauro, e anche coi Crognale Marchesi di Castel Nuovo. Giuseppe Vergilj (1698-1762) è il primo Barone di Castel Nuovo[5]. Tra questi membri c'è anche don Iginio Vergilj (1674-1739) vicario apostolico del vescovo di Chieti e di Lanciano, morto in odore di santità e sepolto nella cappella di famiglia dedicata alla Trinità, accanto il palazzo baronale di Castel Frentano. Giuseppe Vergilj 1º Barone, riconosciuto dalla Corona di Napoli, discendeva da don Berardino e don Iginio, suo fratello Filippo (1704-1772) fu ugualmente barone, così i loro figli e nipoti, tra i quali figurano Errico (1795-1854) e Paolantonio. Nel 1832, il 13 settembre, il palazzo baronale di Lanciano accolse il re Ferdinando II di Borbone per la sua visita negli Abruzzi. Il palazzo è stato realizzato nel tardo XVIII secolo, inglobando il palazzo della famiglia Tapia, famiglia che dette i natali al giurista Carlo Tappia.[6], dopo la guerra fu requisito dal Comune e vi fu costruita un'ala non pertinente, destinata agli alloggi popolari; la facciata che dà su via dei Frentani è contraddistinta da due portali al pianterreno, con cornice decorativa a pinnacoli. Il portale maggiore attraverso una corte permette l'ingresso al chiostro porticato, dove oggi ci sono vari uffici amministrativi, nonché la rampa di scale che porta agli appartamenti del primo e del secondo piano. L'ordine di paraste, cornici marcapiano e finestre è molto regolare, e non lascia trasparire elementi di particolare interesse.

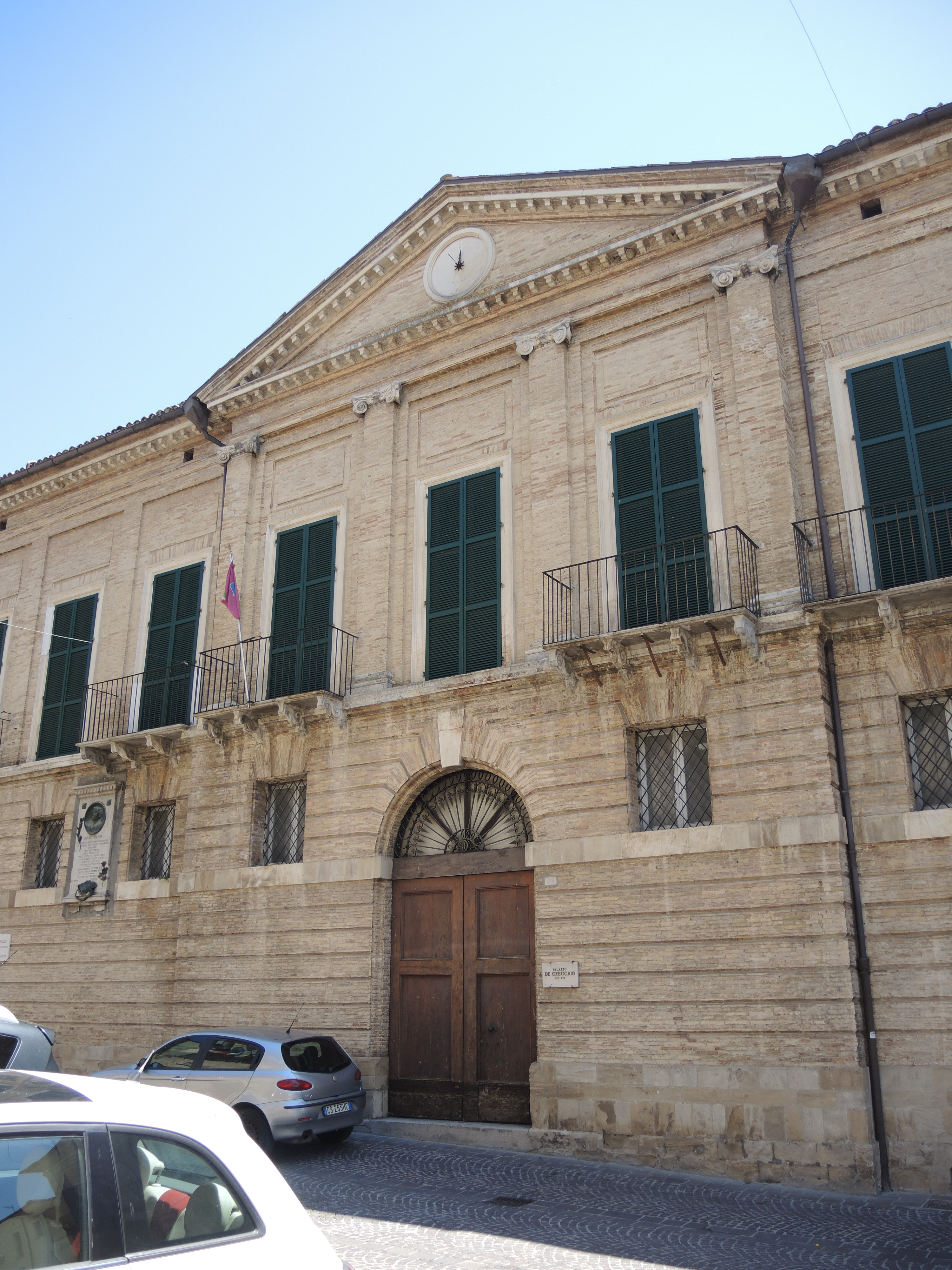
Facciata del palazzo De Crecchio

- Palazzo De Giorgio: detto anche "Palazzo del Capitano", è affacciato su Largo Carlo Tappia, lungo la via dei Frentani. Fu costruito nella metà dell'Ottocento, con ingresso su via Agorai. Nell'area insisteva l'antica chiesa di San Martino, grancia dell'abbazia di San Giovanni in Venere, demolita a metà Ottocento perché pericolante. Nel 1921 il capitano e medico Alfonso Cotellessa, sposato con Giulia De Giorgio, ristrutturò la parte del palazzo prospiciente Largo Tappia in stile Liberty, con ricchi bassorilievi e simboli massonici. Dilettandosi anche di scultura, Cotellessa realizzerà una statua di Venere con l'acqua, sopra un grande bassorilievo, presso il piazzale, per far arrivare al quartiere l'acqua pubblica dall'acquedotto del Verde di Fara San Martino. La facciata su Largo Tappia è articolata su tre livelli, con altana posta in asse al loggiato centrale. Tale loggiato presenta al pianterreno un'apertura ad arco a tutto sesto, raddoppiata al secondo livello, e conclusa da un piccolo terrazzo con balaustra. Il portale d'ingresso è decorato con due dragoni in ferro battuto. Il secondo piano è demarcato da una balconata che si sviluppa lungo l'intero fronte della facciata. Internamente i livelli sono collegati da una grande scala a giorno, formata da una successione di volte a vela impostate su archi, con affreschi allegorici liberty. Le stanze del piano terra e inferiore sono di proprietà del Comune, e sono in stile eclettico, dal neoclassico al neorinascimentale, con soffitti a cassettoni lignei. Al piano nobile degli eredi De Giorgio, gli ambienti conservano le decorazioni originarie nella sala da ballo, nel salotto e nella biblioteca con affreschi nelle soffittature opera di Vincenzo Gagliardi (1864-1904), nella sala grande è raffigurato il Trionfo di Bacco e Arianna. Nel 2019 la facciata è stata restaurata con coloriture rosa che rimandano alle tinte originarie.[7].

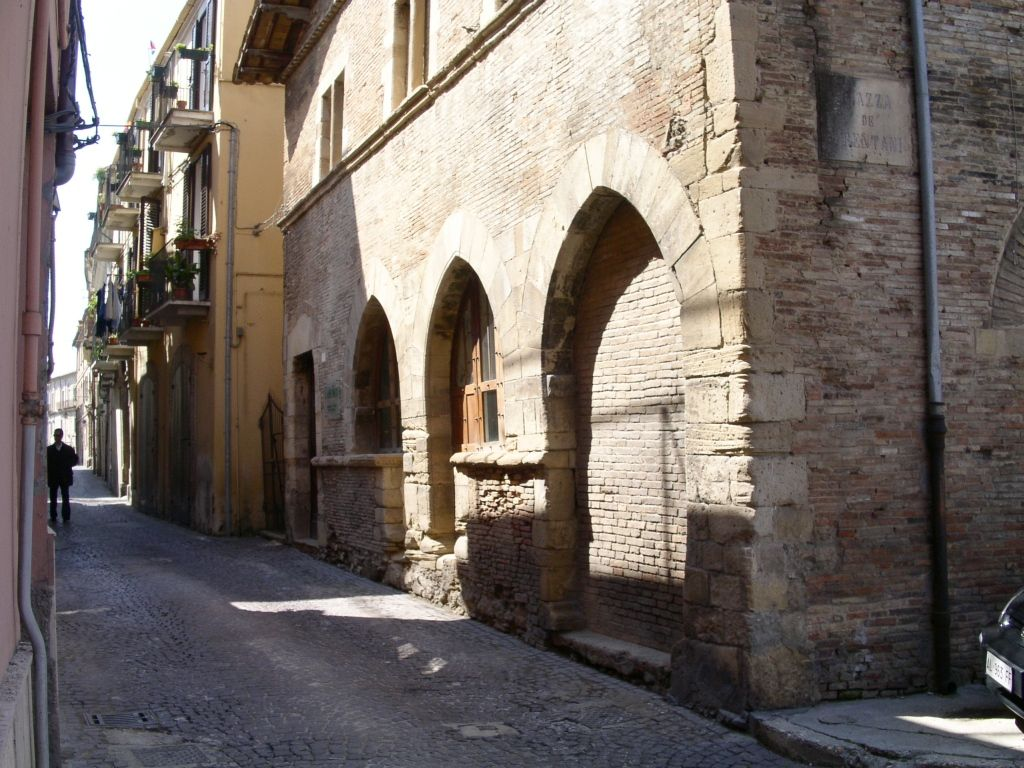
Botteghe medievali.

- Botteghe medievali: si trovano alla fine della via dei Frentani presso il piazzale dei Frentani (ex largo San Maurizio), e sono perfettamente conservate nella loro forma originale, tranne una porzione rifatta nell'800. Come segnalato da una lapide presso l'arcata, la costruzione della casa risale al 1434, posseduta dal mercante Nicolao De Rubeis (Nicolaus Rubeus)[8], che ne volle fare la sua dimora e bottega. Dopo vari rimaneggiamenti, l'esterno è stato riportato negli anni '30, per quanto possibile, alla sua forma tardo-gotica, riaprendo le arcate che erano state tamponate. Al pianterreno c'è un portale architravato, che fungeva da accesso, e tre portali ad arco a sesto acuto che immettevano alle botteghe, più un quarto affacciato su Piazza dei Frentani. Le murature sono in mattoni faccia vista, le mostre dei portali di accesso alle botteghe sono in pietra da taglio. Di pietra sono anche i banchi di accesso alle porte, realizzati in lastre modanate. Al piano nobile ci sono tre finestre bifore in pietra. La struttura ospitò varie attività, di recente è adibito a studentato per il Canadian Renaissance School di Lanciano[9]

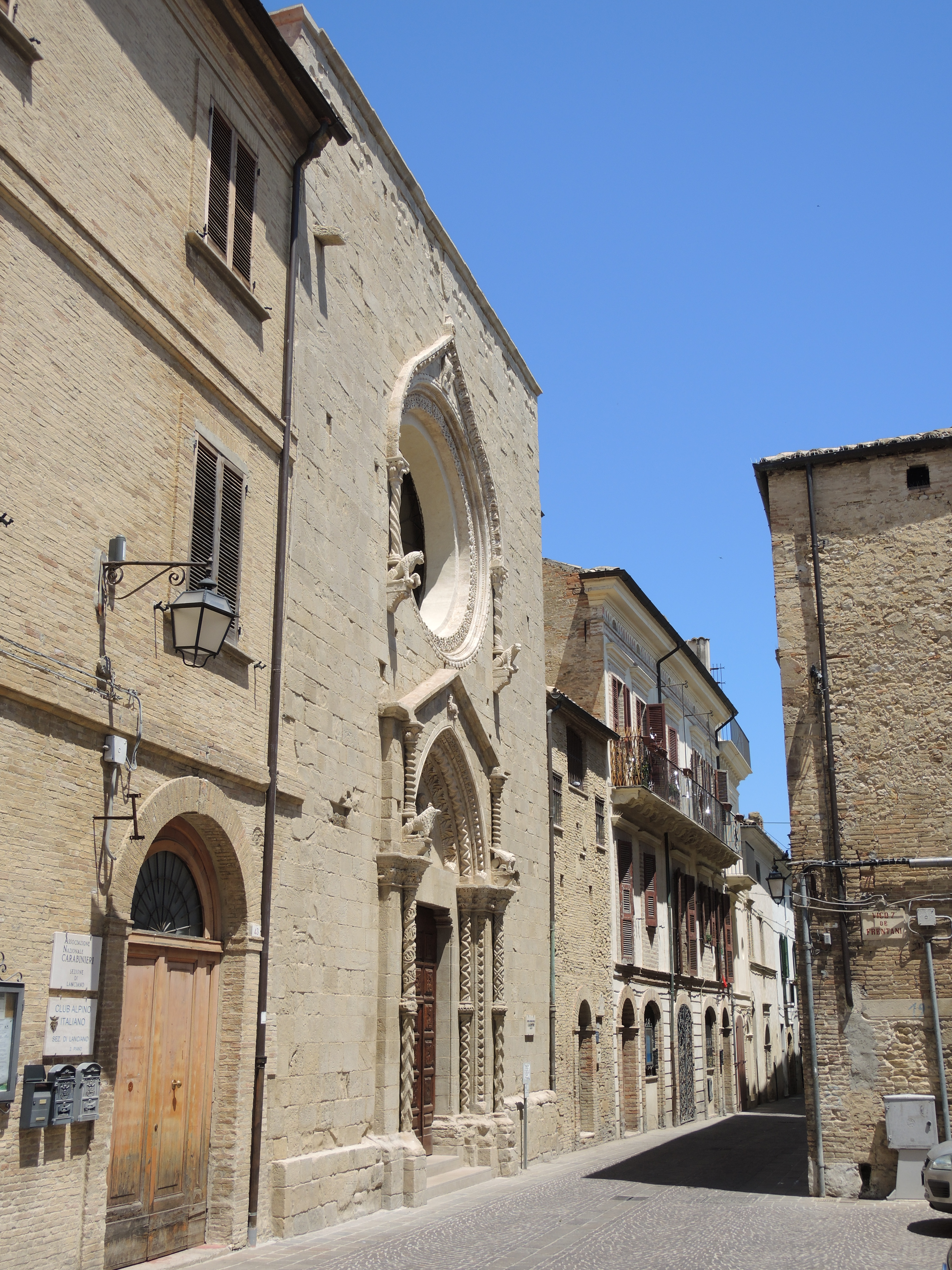
Largo D'Anniballe con la chiesa di Sant'Agostino

- Palazzo Giacomo Fella: sorge lungo via dei Frentani, prospiciente la cappella dell'Oratorio dei Santi Simone e Giuda. L'edificio risale al XVI secolo, residenza dell'omonimo storico e medico lancianese Giacomo Fella (morto nel 1632), come riporta una targa commemorativa. Ha impianto a due livelli, più la parte interrata delle botteghe, con l'esterno in pietra mista, privo di decorazioni, accessibile dal portale maggiore, che immette a un piccolo chiostro, con pozzo e scala da cui si accedono ai piani superiori. Questi sono assi più decorati, con arazzi, intonaci e decorazioni tipiche della metà dell'Ottocento. Si conservano anche pezzi d'arte scultorei, come statuine fatte realizzare su committenza, e porcellane in maiolica abruzzese.

- Palazzetto D'Anniballe-De Cecco: in larghetto Mons. D'Anniballe di fronte la chiesa di Sant'Agostino, risale al XVIII secolo, con aggiunte del XX secolo. È una casa a pianta quadrangolare, dotata di più livelli, a causa della discesa del colle verso il fosso Pietroso. La facciata è decorata da un portale in laterizi a vista, con due mascheroni della Commedia e della Tragedia; si accede a una piccola corte interna e ai piani superiori. La casa è provvista di un'altana per la sorveglianza delle campagne circostanti. Vi dimorò l'arciprete di Sant'Agostino e poi Arcivescovo Raffaele D'Anniballe.

- Ex convento agostiniano: risalente al XIII secolo, ma attualmente nelle vesti ottocentesche, dopo che fu soppresso e destinato ai Carabinieri della Provincia, ha impianto rettangolare, occupando un vasto isolato. Si accede dal fianco della chiesa, con un vestibolo voltato a crociera, e al chiostro dotato di un pozzo con vasta cisterna d'acqua. Presso la parete meridionale sono state affissi dei bassorilievi in pietra che illustrano San Giorgio che uccide il Drago, l'Ecce Homo, San Michele. L'ex convento è di proprietà del Nucleo carabinieri di Chieti sez. Lanciano, della parrocchia, e di associazioni sanitarie.

- Casa Gigliani-Fiore: lungo via dei Frentani, risale al XVII secolo, con un ampio portale a tutto sesto che immette al cortile, che conserva il pavimento in ciottoli di fiume, che compongono un fiore, riprodotto anche nella volta di accesso. Un motto inciso presso la balconata maggiore, dice: O AMICE, OMNIA VANITAS. Una scalinata permette l'accesso ai piani superiori. Il palazzo fu di proprietà della famiglia Gigliani, originaria di Vasto, che nel XVII secolo s stabilì nl quartiere. Tra questi si ricorda il barone Gaetano Gigliani, che finanziò i lavori di rifacimento interni della chiesa di Sant'Agostino, e ivi è sepolto in un sepolcro monumentale.
- Palazzo Marchesi Crognali di Castel Nuovo: si trova sulla via dei Frentani, prospiciente la casa Gigliani-Fiore. Risale al XVIII, fu proprietà di don Antonio Cinerini, che aveva il fratello Silvestro canonico della Basilica cattedrale di Lanciano. Don Antonio istituì un monte di Pietà per uno studente meritevole della città, necessitante di una borsa di studi per l'Università a Napoli. Il Cinerini verrà sepolto nella chiesa di Sant'Agostino, come ricorda una lapide. Il Monte Cinerini verrà utilizzato sino agli anni '50 del Novecento, quando si estinguerà. I Crognali giunsero dal Nord a Castel Nuovo nel XVI secolo. Esistono tre rami della famiglia, il ramo di don Domenico arciprete e marchese (1659-1738), il quale ebbe il tilo, dall'imperatore Giuseppe I di Vienna[10], del fratello Berardino (1660-1743), che avrà il figlio don Carlo (1703-1784), il quale costruirà il palazzo di famiglia che affaccia in piazza Caporali a Castelfrentano. Don Carlo avrà solo figlie femmine, he sposeranno i De Monte, i Cavacini, i Caporale, che erediteranno il titolo, e cambieranno residenza in un palazzo in via Garibaldi di Castelfrentano. Le figlie andranno in lotta contro il membro del terzo ramo dei Crognale, il ramo "povero", di contrada Torrione. Antonio Crognale (1810-1888) presentò la causa per acquisire il titolo a Re Ferdinando II, che ottenne nel 1858; l'escamotage per Antonio fu dato da un lontano avo chiamato Berardino, come il don Berardino (1729-1777) del secondo ramo dei Marchesi Crognali, discendenti da un Dario, le cui origini risalgono al ramo primieri dei Crognale. Questo secondo ramo costruirà il palazzo signorile in piazza Crognale a Castelfrentano. Ne nacque una vertenza presso la Gran Corte di Napoli, poiché Antonio fece sparire dagli atti di nascita della parrocchia di Castelfeentano, il libro relativo al vero don Berardino dei Marchesi di Castelnuovo, impedendo di consultare le prove. Vertenza che si arenò a causa dell'Unità d'Italia, sicché a Castelfrentano ci furono due blocchi di Marchesi Crognale; il ramo "povero" si trasferì a Lanciano, donna Maria Corgnale figlia di Antonio, sposerà il medico Vincenzo Paolucci di Orsogna, abiteranno nel palazzo di Lancianovecchia, don Vincenzo acquisì il titolo di Marchese, fu anche sindaco di Lanciano nel 1920, e fonderà l'asilo delle monache, dedicato a suo padre Gaetano, nonno del medico chirurgo orsognese Raffaele Paolucci.[11]; con cui fonderà una scuola ricovero nel palazzo di famiglia di Lanciano. La scuola delle monache di Nostra Signora della Misericordia è ancora oggi in attività, ed è dedicata alla memoria di Gaetano Paolucci, nonno del senatore e medico orsognese Raffaele Paolucci.

Il palazzo Crognali è stato scialbato da cattivi restauri, e divisioni di proprietà; occupa un vasto isolato del quartiere, l'ingresso ad arco a tutto sesto è semplice; sul fianco vi erano le scuderie; una porzione occupa un vicolo che scende in via dei Bastioni, dotato di un'altana con una sirena decorativa.
- Casa "Gaspare Filippone": si trova dietro il campanile di San Biagio, via Porta San Biagio, risalente al Medioevo. Ristrutturata negli anni '90, mostra l'esterno in mattoni a vista ancora nello stile semplice delle case del rione dei sarti, e l'interno rimodellato secondo le varie epoche di ristrutturazione. Di interesse la sala Gaspare Filippone, dipinta dall'artista Gastone Costantini, con 4 riquadri sulla volta che rievocano la tradizione del "Mastrogiurato", poi da vedere anche la bottega del sarto e quella del vasaio.

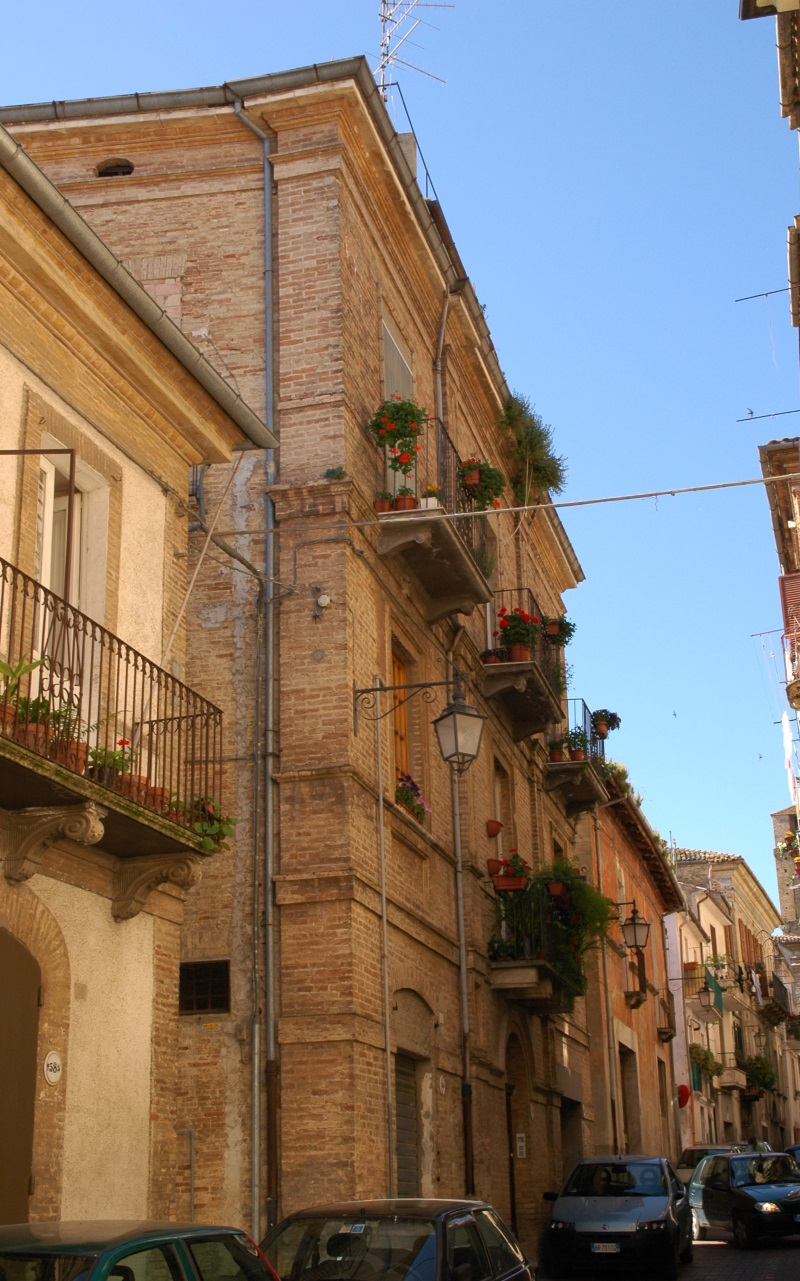
Palazzo Carabba in via Garibaldi

- Quartiere del Ghetto: piccola arteria del rione, che conduce a Piazza San Lorenzo. Le piccole case in stile assai semplice, molte delle quali dipinte a intonaco giallo, non mostrano grandi emergenze artistiche, e sono le une attaccate alle altre. Solo una piccola via cieca separa il piccolo agglomerato, che dalla parte delle mura è attaccata ai resti di un torrione con due bifore. Il ghetto ebraico fu costruito molto probabilmente nel XIV secolo, e durante la seconda guerra mondiale fu rastrellato dalle truppe nazifasciste. Tale via è la seconda rispetto a quella più grande del ghetto ebraico del rione Sacca, lungo corso Cavour.
La storia degli ebrei e delle popolazioni balcaniche a Lanciano è annotata dal Cardinale Anton Ludovico Antinori, il quale sosteneva che la loro presenza in città ci fosse già dall'anno Mille. Nel 1156 il conte di Loritello Roberto di Bassavilla scacciò dal quartiere Giudecca gli ebrei perché si erano accordati con re Guglielmo I di Sicilia. Nel 1191 furono richiamati e riammessi nel quartiere Sacca, e fu firmato uno speciale capitolato che ammetteva la presenza di 80 famiglie, in case non di loro proprietà, ma perennemente in affitto a proprietari cristiani, il divieto di uscire dopo il coprifuoco notturno, e di distinguersi con un segno sugli abiti, di partecipare ai mercati cittadini, e di non avere come servitù gente cristiana.[12]Nel 1304 il ghetto si accrebbe con altre famiglie provenienti da Termoli, nel 1426 alcune famiglie corrotte furono cacciate da San Giovanni da Capestrano, passando da Lanciano per Ortona, per firmare la pace tra le due città; nel 1429 la regina Giovanna II di Napoli impose una tassa speciale, nel 1465 i lancianesi chiesero al re Ferdinando che gli ebrei godessero di alcuni privilegi speciali come un comune cittadino cristiano, e la proposta fu accolta; ma nel 1488 si manifestarono numerosi segni di insofferenza tra lancianesi ed ebrei, con rivolte e spargimenti di sangue, ragion per cui molte leggi del XII secolo furono ripristinate nel 1500 dal Capitano di Giustizia della città. Nel 1618 nuovamente furono concessi privilegi agli ebrei della Sacca, tanto che nel 1650, raggiunto il limite massimo di sovrappopolazione, gli ebrei si spostarono nel sobborgo di San Lorenzo a Lancianovecchia, creando un secondo ghetto. Nel 1731 fu approvata una somma per ogni ebreo che si fosse convertito al cristianesimo, e così ci fu un lungo periodo di collaborazione tra famiglie giudee e cristiani, con le parrocchie di San Nicola e San Lorenzo, fino all'inasprirsi dei rapporti con le leggi razziali di Mussolini. Benché il ramo storico, oggi, delle antiche famiglie ebree presenti a Lanciano sia stato spezzato dalle deportazioni, sono comunque presenti nel sobborgo San Lorenzo e nella zona della Sacca numerose famiglie di origini slave e Rom, tanto che la chiesetta della Madonna degli Angeli è stata riconsacrata al rito ortodosso.

### Quartiere Civitanova e Sacca
- Palazzo Chiavaro-Sabella o della Santa Casa: Si trova nella parte più estrema del quartiere Civitanova, occupa una vasta porzione tra via Valera, Largo dei Gradoni e Piazza Garibaldi. Oggi è una comune residenza. Fu costruito sopra l'antica Taverna per l'amministrazione del quartiere nel XV secolo, inizialmente come sede della Santa Casa del Ponte (una istituzione pia per ricovero pellegrini), poi dal 1854 ospitò le famiglie Chiavaro Sabella. Una porzione ospitò anche la Società Operaia di Mutuo Soccorso. Vi si trova una lapide rimontata, che indica: donato da Buccio Bonizio nel '300 alla chiesa della Madonna del Ponte. Fu allora che la lapide che è medievale venne ricollocata sull'ingresso.

lo stemma ipoteticamente sarebbe dai riferire ai Bonizio (da cui Ab Bonizio) ed è molto particolare per la presenza di quello che in araldica viene descritto come "leone illeopardito". La prima riga è la più misteriosa essendo composta di sole iniziali non chiaramente visibili: Q(uod) B(uccius) B(onitius) D(onavit)... ? Sul secondo rigo la data: Ano *D(omini)*M*CCC*XXX*VII*. Per le ultime due righe possiamo scioglierle come Ave / M(aria) g(ratia) p(lena) D(ominus) t(ecum), b(enedicta). In fine l'iscrizione moderna: R(estaurata) A(nno) D(omini) 1852.
Due dei blocchi presentano un uguale trattamento dei prospetti, sia in ordine al paramento murario, in mattoni faccia vista e membrature in pietra, sia alla geometria delle aperture, caratterizzate dalla presenza di bande piatte e arcuate, decorate con motivi floreali d'impronta decisamente Liberty; il terzo blocco si presenta invece intonacato e con elementi completamente differenti. Il blocco a destra, su piazza Garibaldi, è stretto e profondo e si sviluppa su cinque livelli, inquadrati per tutta l'altezza da lesene, variamente trattate, su cui corrono le fasce d'innesto delle balconate su mensole, al primo livello occupanti l'intera larghezza del prospetto, poi via via ridotte fino al quarto livello. L'ultimo piano, leggermente arretrato rispetto al profilo del prospetto, è occupato da un'altana di gusto Liberty, caratterizzata dalla presenza di una ringhiera in ferro battuto articolata da colonnine, in ferro anch'esse, che sostengono la tettoia su travi metalliche soprastante. Sul terrazzo si aprono tre finestre contigue, di cui la centrale è larga il doppio delle altre, separate da lesene scanalate con capitelli e architrave decorata con medaglione scolpiti. Il palazzo fu oggetto di scavi archeologici negli anni '90, e nel fondaco fu rinvenuta una cospicua traccia di una casa a capanna su palafitte del VI secolo a.C.
- Palazzo Arcivescovile: si affaccia su Largo dell'Appello nel rione Civitanova. La costruzione antica risale al XVI secolo, con l'accorpamento di più case, quando dovette essere realizzata la nuova casa della diocesi Frentana, costituitasi nel 1515. Nel 1590 l'antica residenza vescovile presso la Basilica di Nostra Signora del Ponte venne abbandonata, e vi venne realizzato il monastero di Santa Maria della Sanità, sede dell'Ordine dei Fatebenefratelli con annesso ospedale. Il palazzo vescovile presenta un complesso impianto, più volte trasformato, sino alla conformazione attuale del XIX secolo[13]. Nel 1819 l'ingresso principale è stato abbellito col portale trecentesco della scomparsa chiesa di Santa Maria Annunziata, che stava in Piazza Plebiscito, demolita per lasciar posto alla monumentale facciata neoclassica della Cattedrale. Gli altri elementi goticheggianti della facciata come gli archi e le finestre, sono opera del restauro in chiave neogotica della seconda metà dell'Ottocento, mentre l'ingresso della Casa del vescovo, a ornamenti barocchi sono visibili su via G. Finamore, soprattutto nel bel portale a timpano spezzato che permette il secondo accesso. Il palazzo fu utilizzato nel 1808 come sede del Tribunale Penale di Lanciano per volere di re Gioacchino Murat; nel 1865 fu la prima sede del Lico classico "Vittorio Emanuele II", e fino agli anni '70 fu sede del seminario diocesano. La facciata presenta una scansione orizzontale a tre livelli più l'attico, definita da cornici marcapiano in mattoni sagomati, che segnano l'imposta delle aperture. Al pianterreno ci sono tre portali, di cui quelli laterali ad arco ogivale ma murati, lasciando aperto solo il portale maggiore; questo portale è una struttura a sesto acuto in pietra arenaria, con modanature che seguono ininterrotte sugli stipiti dell'archivolto. Ciascuno dei piani superiori porta quattro finestre a sesto acuto che rievocano il motivo gotico, poste in posizione perfettamente simmetrica: quelle del primo piano sono decorate da lunette trattate a imitazione della bifora gotica, in alto corre il cornicione realizzato in conci di calcare lavorati come archetti pensili, posto a sostegno dell'attico. Il palazzo ospita i principali ufficio della diocesi Lanciano-Ortona, l'ufficio vescovile, la cappella settecentesca di San Gaetano con la mensa d'altare di Crescenzo Trinchese, in alto i locali del seminario diocesano, e al secondo piano l'importante collezione di opere d'arte prelevate dalle principali chiese di Lanciano, che dal 2002 sono andate a costituire la raccolta del Museo Diocesano di Lanciano, il più importante e ricco della provincia a tema di arte sacra.

- Museo Casa di Federico Spoltore: si trova su via Federico Spoltore, accanto alla chiesa di Santa Maria Maggiore, noto per essere stata la dimora dell'omonimo pittore lancianese Il palazzo oggi è un museo visitabile su prenotazione, dedicato all'artista, dimora dall'aspetto eclettico perché frutto di accorpamento di più strutture storiche. La facciata principale, su via Federico Spoltore, porta i segni dell'unione di due edifici, diversi per tecnica costruttiva e per lessico architettonico.

L'edificio su via Garibaldi è più antico, caratterizzato per la presenza di aperture prive di partiti architettonici, e di murature, rinforzate on contrafforti a scarpata in alcuni lati. Sono realizzate con pezzi di recupero, come ciottoli e pietre di vario genere che ne caratterizzano l'aspetto.
L'innesto tra i due edifici è segnato da una diastasi sulla muratura e dal volume verticale che superando il cornicione di coronamento, si alza a guisa di altana. La parte più recente del palazzo è interamente realizzata in mattoni, arche nei partiti architettonici, presenta una scansione orizzontale in tre livelli. Il settore inferiore è trattato a imitazione di un bugnato a fasce ed è aperto da quattro portali arcuati, di cui quello laterale, in corrispondenza dell'altana, rappresenta l'ingresso principale. 
L'edificio inoltre è impreziosito da uno stretto ordine di paraste con trabeazione. 
Al primo piano si aprono quattro finestre, coronate da timpani curvilinei, e al piano superiore tre balconi e una finestra, posta in corrispondenza del portale principale, a terminazione orizzontale con cornici aggettanti. 
Le modanature della aperture e del cornicione sono interamente realizzate con mattoni sagomati.

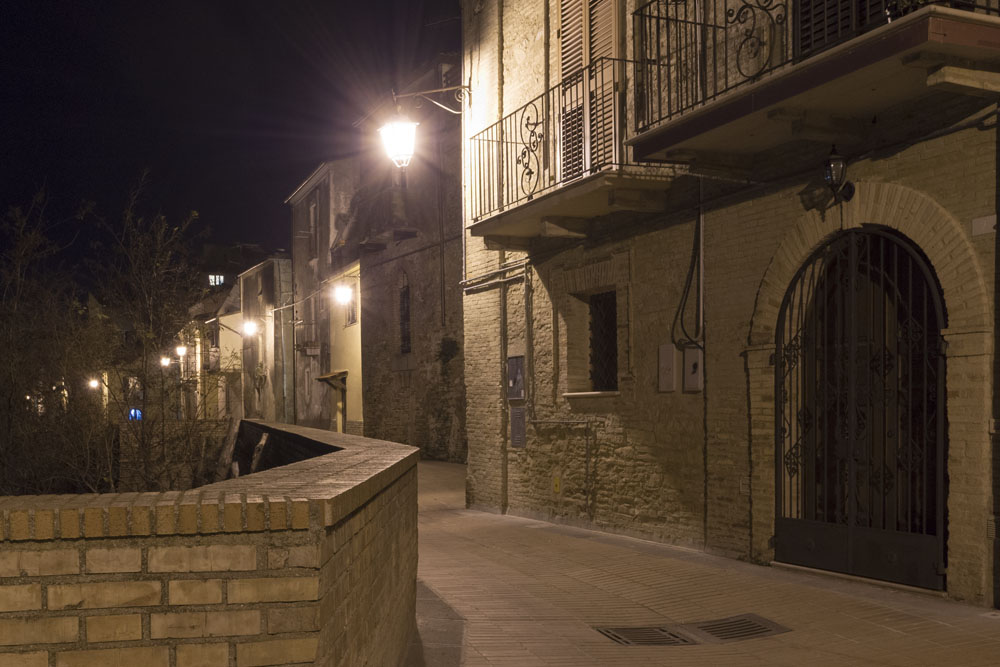
Strada delle Ripe, costa occidentale del rione Civitanova.

L'interno è suddiviso in 4 sale, più l'atrio, tutte riccamente affrescate da Spoltore, con mobilio e oggetti di pregiato valore storico. 
- - L'atrio è detto "Posto di Guardia", con affreschi evocativi che ricordano varie epoche storiche, insieme con degli scranni, alabarde, il guerriero in armatura dipinto ad affresco. Si ammirano pugnali orientali, vasi maiolicati e un bozzetto di Mariano Benlliure y Gil.
  - La Sala I delle Armi conserva una collezione di armi da caccia e da guerra, le vetrate istoriate policrome rendono l'interno molto scenografico, mentre il soffitto raffigura paesaggi d'ispirazione abruzzese. Il soffitto mostra un dipinto ottocentesco con le immagini di Dante Alighieri, Francesco Petrarca, Omero e Virgilio. I quadri presenti, opera di Spoltore sono Il matto di Guardiagrele (1929), Nuovo seme (1945) Autoritratto (1946), il Bozzetto per ritratto di Vasilj Kandinsky (1936) Bozzetto per ritratto di Pio XII (1947) Studio per ritratto di Harry Truman del 1947. Nella piccola anticamera figurano il ritratto del Cardinale Villeneuve del 1934 e un ritratto di Spoltore del 1925, eseguito da Nevio. Tra le suppellettili ci sono una statuetta dell'Addolorata del '700 e un Crocifisso dell'epoca medesima.

- - La Sala II dell'Anticamera è risalente al XVI secolo, rimasta intatta nello stile, con una cassapanca, un tavolo e un mobile a due corpi con statuette, e una collezione di volumi del Settecento-Ottocento. La volta è decorata da figure a sfondo allegorico. Qui vi è anche lo studio dell'artista e ci sono vari dipinti e bozzetti come il Bozzetto per la Pala Stockler del 1939. Tra le suppellettili ci sono due consolle del XIX secolo, un busto di Per Enrico Astori (1882-1926) e due teste di Torquato Tamagnini (1886-1965). Altri dipinti sono Il convento dei Cappuccini di Guardiagrele (1926), Il campanile di San Francesco di Guardiagrele (1925) Donne alla fonte del Piano a Guardiagrele (1920), Il campanile di Santa Maria Maggiore a Guardiagrele (1925). Altre opere sono un ritratto della madre degli anni '50 e la Stella del Mattino del 1948.

- - La Sala III dei Velluti è stata decorata negli anni '50 con dipinti a sfondo evocativo più che rappresentativo.

- - La Sala IV dei Ritratti mostra dei quadri realizzati da Federico Spoltore negli anni '30, come il Ritratto della Madre del 1936, la cognata Lia Spadoni (1945), il nipote Ico e il cane Tom del 1946

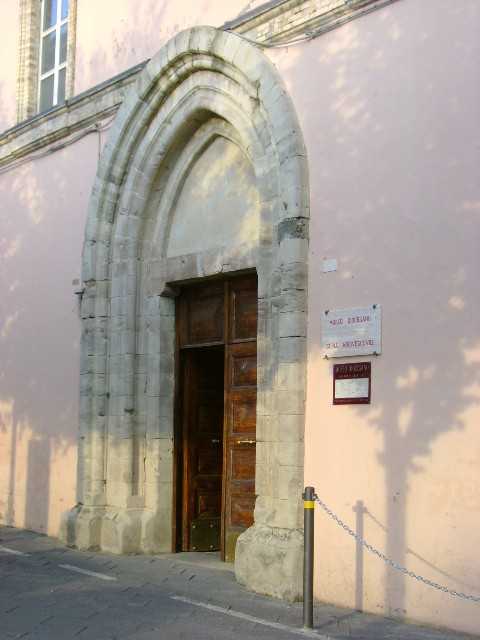
Ingresso principale del museo diocesano: il portale quattrocentesco del 1412 proviene dalla distrutta chiesa dell'Annunziata.

- Palazzo Stella - De Giorgio: fu costruito nell'Ottocento e situato in via Cavour presso il quartiere Sacca. Esistente sin dal XVIII secolo, costruito dalla famiglia Stella, unitasi con quella di Pompilio Maranca ed Egidia Antinori dell'Aquila, nipote dell'arcivescovo Anton Ludovico Antinori, fu ampliato nel XIX secolo. Quando passò al Comune di Lanciano, a fine anni '90 fu aperto come museo archeologico, successivamente trasferito nell'ex convento dei Celestini, noto come Polo museale "Santo Spirito". Dal 1990 il palazzo ospita il Canadian Renaissance School[14], nonché l'Archivio storico Comune di Lanciano. La facciata principale su via Cavour, si presenta intonacata tranne che nelle paraste angolari, nelle cornici marcapiano e nelle mostre delle finestre, lasciate in mattoni faccia vista. Una cortina di mattoni fa anche da sfondo al primo livello della campata centrale, caratterizzato da un interessante portale a tutto sesto, con un profilo concavo realizzato mediante conci di pietra sagomata, assemblati secondo un gioco di pieni e vuoti e contornati da un motivo decorativo a ovoli dorati. A chiudere l'arcata del portale è una robusta chiave in pietra, dal profilo mistilineo, che fa da mensola principale di sostegno della balconata superiore, ripetuta, in dimensioni ridotte, anche al secondo livello.

- Palazzo Berenga-Cocco: il palazzo si trova in via Garibaldi, costruito nel Settecento, oggi è un normale condominio. L'edificio ha uno sviluppo rettangolare, tagliato in due da un vicolo parzialmente coperto accessibile dalla strada Il prospetto principale, su corso Garibaldi, ha una cortina in mattoni faccia vista su cui spiccano le paraste, intonacate, che ne serrano gli angoli e sottolineano la campata centrale.

Al pian terreno l'ordine è posto su alti piedistalli; i due livelli superiori sono invece compresi da un ordine gigante. 
Le cinque campate che articolano la facciata portano ciascuna, al pian terreno, un portale d'ingresso inquadrato da un arco a tutto sesto in bugnato di mattoni. Sopra le arcate corre un'alta cornice marcapiano su cui si impostano finestre rettangolari, con cornice su mensole, alternate a balconi nella prima e quinta campata. L'ultimo livello è caratterizzato dalla presenza di una lunga fila di balconi, conclusi da un cornicione aggettante. 
Di grande originalità sono le ringhiere, a geometria rettilinea o curvilinea. 
All'edificio è accorpata, nella parte posteriore, un'altana a base quadrata, raggiungibile dal vicolo di accesso sul prospetto principale.

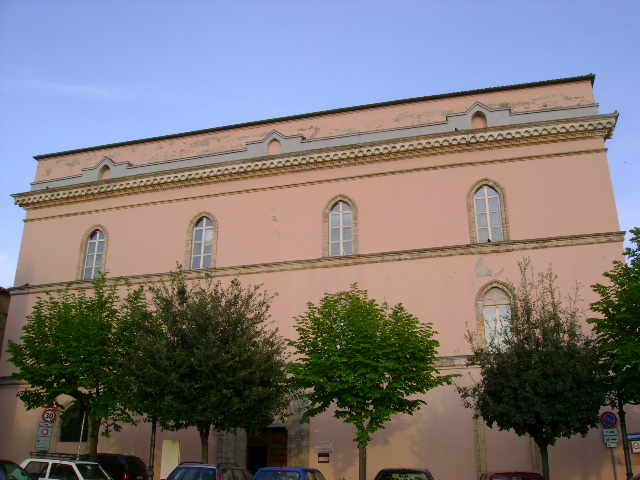
Palazzo arcivescovile

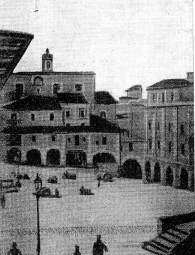
Lanciano nel 1870, veduta della piazza, della chiesa del Purgatorio, e sulla destra lo scomparso Palazzo Carabba

- Palazzo Napolitani-Berenga: al civico 79-83 di via Garibaldi, risale alla metà del XVIII secolo, frutto di accorpamenti di case antiche. Tracce sono presso la corte interna con una loggia a due livelli, La facciata principale dal forte sviluppo orizzontale, appare divisa in due da un vicolo; il prospetto è articolato in cinque campate, con cortina in mattoni su cui risaltano le paraste intonacate, che serrano il fronte e inquadrano la campata centrale. Al pianterreno l'ordine si erge su alte basi, mentre i due livelli superiori sono sottolineati da un ordine gigante. Ciascuna delle cinque campate accoglie al piano terra un portale ad arco a tutto sesto in bugnato di laterizio. All'interno si conservano volte dipinte, segno che il palazzo fu sede di una loggia massonica, per le raffigurazioni dei disegni, e per un'attigua cappella privata con altare settecentesco, voluta dall'arciprete don Stanislao Napolitani[15]. Dei Napolitani, si conserva la cappella di patronato nella vicina chiesa di Santa Maria Maggiore, dedicata a Sant'Ignazio; a Lanciano giunse Domenico Antonio Napolitani, sposatosi a Domenica Feramosca, altra famiglia patrizia della città; ne nacque Ignazio (1728-1813), che fu Regio Economo, e ospitò il drappello dei francesi di Murat nel 1799, cosa che verrà osteggiata dal popolino reazionario filo-borbonico, che compirà anche un assalto alla casa di Ignazio. Il palazzo nel Novecento andrò in degrado, l'archivio di famiglia finì nella sezione distaccata dell'Archivio notarile distrettuale di Chieti, presso Lanciano[16]

- Casa gotica con bifora: sorge in via S. Maria Maggiore, a nord della facciata della chiesa parrocchiale del quartiere Civitanova. Fa parte di un complesso del XIII-XIV secolo, il cui verticalismo e la sua altezza maggiore rispetto alle altre case, lascia pensare che fosse la tipica casa-torre di una famiglia patrizia. Si conservano di medievale l'arco di accesso a tutto sesto, con lo stemma civico, e appunto la bifora, ornata da una colonnina che sorregge due archetti polilobati, racchiusi da un arco ogivale poggiato sugli stipiti e decorato a motivi vegetali. Il materiale usato è la pietra arenaria. La finestra è stata restaurata dopo che negli anni '50 era stata tamponata con mattoni.

- Palazzo Stella-Maranca-Antinori: lungo via Santa Maria Maggiore, è una grande costruzione del XVIII-XIX secolo, che occupa un vasto isolato, con il prospetto retrostante verso via Madrigale, dove si affaccia una porzione muraria dal gusto rinascimentale, con loggiato a tre finestre. Il palazzo era di proprietà di Pompilio Maranca, che sposò donna Egidia Antinori dell'Aquila. Tra le personalità della famiglia, figura Ludovico Maranca Antinori, che fu sindaco e deputato di Lanciano a fine '800. La famiglia rifece il palazzo, lo abbellì, fino a quando le ultime discendenti degli Stella-Maranca-Antinori, non cedettero lo stabile a delle monache, le quali a loro volta lo cedettero al Comune di Lanciano per vari utilizzi, tanto che oggi ospita delle associazioni. L'ingresso è dato da un vestibolo voltato a crociera, con dipinto lo stemma delle tre famiglie (l'originale in pietra è stato rimontato presso il lapidario comunale nel palazzo municipale. Un cortile permette l'accesso ai vari piani attraverso delle scalinate. La facciata su via Santa Maria, ha i pilastri angolari aggettanti in finto bugnato, e un ordine regolare di aperture.

- Palazzo Brasile I: in via Santa Maria, è stato costruito nel XVIII secolo da questa famiglia giunta dal nord. Ha un ordine regolare di finestre, un portale a tutto sesto con cornice, l'ingresso è preceduto da un androne con delle scale che conducono ai piani superiori.

- Palazzo Carabba: si trova su via Garibaldi. Il palazzo è frutto di accorpamento di varie case, e l'aspetto attuale risale al tardo Settecento, con rifacimenti tardo ottocenteschi. L'impianto è rettangolare, con un esterno in mattoni faccia vista, con la facciata rivolta sulla via maggiore, scandita da tre paraste giganti in due settori, il secondo dei quali, posto a destra è quello più ampio, e accoglie l'ingresso principale ad arco a tutto sesto con cornice intonacata di bianco. Oltre a ordini normali di finestre non si evidenziano particolari elementi di pregio, se non il cornicione superiore molto aggettante.

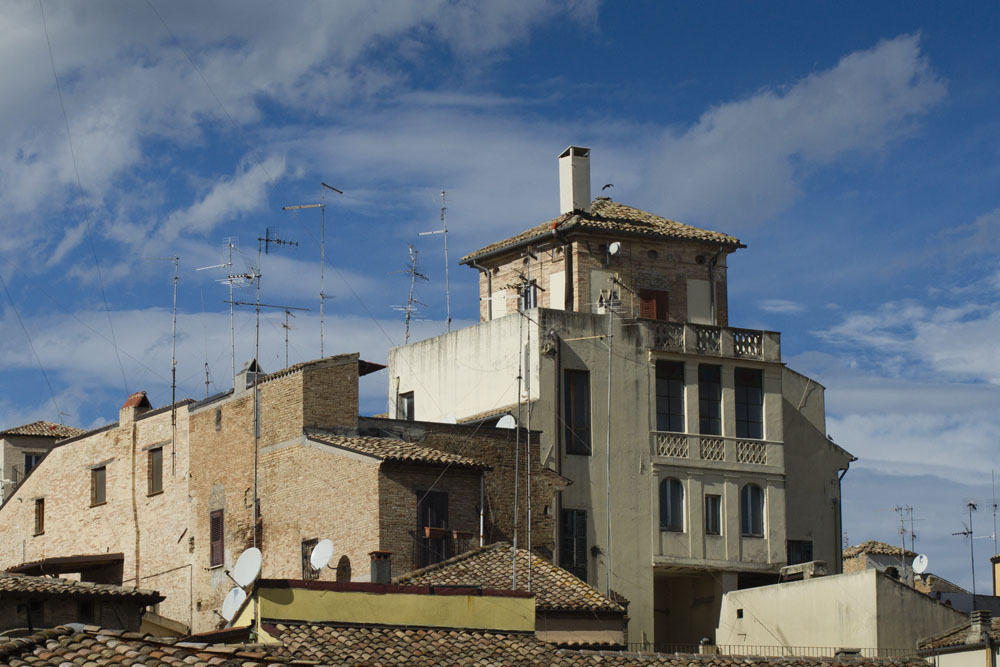
Palazzo Stella De Giorgio.

- Casa Caramanico: l'edificio si trova su via Garibaldi, all'incrocio con l'intersezione per via Santa Maria. Esso è stato costruito nel XVI-XVII secolo, ed ampliato nel secolo seguente. Il portale di accesso a tutto sesto, con cornice a bugnato rinascimentale, possiede ancora l'antico stemma, ormai abraso, della famiglia originaria di Caramanico. La parziale caduta dell'intonaco ha scoperto in più punti la muratura eterogenea tinteggiata da colore rossastro, sbiadito dall'umidità. I prospetti sono divisi in due livelli da una fascia marcapiano che intercetta i davanzali delle finestre e la sommità delle ringhiere dei balconi, aperture certamente più tarde che hanno in parte scompaginato le superfici. Sul prospetto principale l'elemento più caratteristico è l'ampio portale con mostra a tutto sesto, realizzata in bugne dentro una cornice modanata.

- Palazzo Brasile II: si trova all'ingresso di via Umberto, in Largo dei Gradoni. Edificio Di origine medievale del XIV secolo, aveva una serie di aperture a tutto sesto verso la salita del quartiere, successivamente tamponate o riutilizzate. La porta maggiore ad arco è a volta di botte con arco a sesto acuto, tipico dell'arte gotica. Nel XVIII secolo la famiglia Brasile, insediatasi a Lanciano, costruì un palazzo, ristrutturato con tecniche moderne negli anni '60, a copertura in cemento degli esterni. Dagli anni '80 ai primi anni 2000 ha ospitato la sede del Museo civico, successivamente dismessa e non più riallestita. L'interno è provvista di una cappella settecentesca dedicata alla Madonna dei sette dolori.

- Palazzo dei Celaya duchi di Canosa: si trova lungo via Madrigale, risalente al XVIII secolo, quando i Celaya si stabilirono a Lanciano, avendo ereditato i feudi di Canosa e Torricella. Il palazzo occupa anche una parte di via Umberto; è stato suddiviso in più proprietà nel XIX secolo, è in pietra arenaria a vista. L'ingresso da via Madrigale reca lo stemma della famiglia Bocache, originaria del rione Lancianovecchia, di umili origini, e sopra la finestra un timpano con l'iscrizione: TIBI SERVIRE. Il palazzo fu la residenza del sacerdote e storico Uomobono Bocache (1745-1824).

- Palazzo Lotti - Morale: Si trova nel largo del Malvò che separa i quartieri Sacca e Civitanova dal Borgo. Fu costruito intorno al 1860. Il palazzo si presenta come un blocco unico, coperto da un tetto a padiglione da cui emerge un volume a base quadrata, a guisa di torre, destinato a portare il corpo scala. I fronti sono interamente in mattoni faccia vista, utilizzati sia per le murature sia per i partiti architettonici. La facciata principale è scandita orizzontalmente in tre livelli, e presenta un impaginato di pieni e vuoti perfettamente simmetrico. Al piano terra si aprono tre portali: quelli laterali hanno una struttura architravata, coronata da una cornice aggettante sorretta da mensole inginocchiate; quello centrale, con l'ingresso principale, è caratterizzato da un fornice arcuato, con rosta in ferro battuto, inquadrato da un ordine dorico di colonne isolate che sorreggono una trabeazione con architrave a fasce e fregio decorato da una teoria di mensole, poste a sostegno della balconata del primo piano. Ai piani superiori si aprono finestre con stipiti e architravi in mattoni, coronati da una cornice su mensole. La facciata posteriore, serrata ai cantonali da larghe paraste di ordine dorico, presenta una scansione orizzontale in quattro livelli, con quattro ordini di aperture in cui si alternano finestre, balconi su mensole e balconi cosiddetti “alla romana.” Le aperture dell'ultimo piano sono arricchite da timpani curvilinei in mattoni sagomati secondo modanature classiche.

- Casa neogotica di via Valera: non si conosce la data di realizzazione, fatto sta che l'aspetto attuale risale alla tarda metà dell'Ottocento. I prospetti interamente in mattoni presentano un bugnato a riquadri al pianterreno e superfici lisce ai piani superiori, scanditi da cornici marcapiano, realizzate con laterizi sagomati. Il prospetto principale ha il pianterreno ornato da grandi portali, con arcate a bugnato di mattoni, allungate in sommità a formare profili a sesto acuto, nel rispetto dello stile gotico. Sopra c'è un piano ammezzato scandito da finestre quadrangolari; il primo livello è caratterizzato da una teoria di finestre bifore con mostra in mattoni, prive di colonnina centrale, qui ridotta ad una sorta di peduccio riccamente lavorato; aperture bifore sono presenti anche al piano superiore, ma con partizioni interne ricoperte d'intonaco e forse parte di un intervento di sopraelevazione. All'ultimo livello la campata centrale del prospetto è esaltata dalla presenza di balconata su mensole dal profilo rettilineo, e con ringhiera in ferro battuto.

- Casa neoclassica di via Valera: sorge accanto al palazzo precedentemente descritto. Nel sua attuale impianto è probabilmente esito di trasformazioni realizzate nella metà dell'Ottocento. La sopraelevazione del quarto livello e l'uso degli infissi in alluminio denunciano un contesto neoclassico dell'epoca umbertina: il prospetto principale è caratterizzati da una ripartizione in tre campate, netta sui primi tre livelli, individuate in robusti contrafforti bugnati; piegati ad angolo retto sui fianchi, il cui motivo decorato torna sulle mostre del portale. Ossia un'apertura con arco a tutto sesto che fa da ingresso al palazzo, ai lati di due portali architravati, decisamente trasformati dagli infissi, con sopralluce rettangolare chiuso da inferriate. Al secondo livello ci sono tre aperture che fanno da affaccio ad un balcone largo quanto il prospetto: i timpani triangolari delle aperture laterali trovano una variante interessante nel timpano spezzato di quella centrale, assunto a contenere la balaustra in pietra del balconcino superiore. Il terzo livello si conclude con un ampio cornicione impostato sui contrafforti, sopra questo l'ultimo piano dell'edificio è arretrato dal filo della facciata, e presenta caratteri più moderni rispetto a quelli classici.

Altre abitazioni:
- Palazzo de Giorgio: lungo via Garibaldi, è uno dei più grandi del quartiere, e occupa anche una porzione di via delle Ripe. Costruito dalla famiglia De Giorgio, occupando altre strutture preesistenti, in mattoni a vista, ha una facciata neoclassica, ripartita da cornici in tre ordini, dotata di due archi di ingresso, uno per il portale che introduce all'androne, l'altro utilizzato per il passaggio a via delle Ripe. L'ordine delle finestre è regolare, alternando timpani semicircolari a timpani triangolari. Il timpano e la finestra all'altezza dell'ingresso sono più grandi. Il piano finale possiede una grande sala, tuttavia ripartita in più appartamenti, quando il palazzo passò al Comune di Lanciano per farne case popolari. Il soffitto era abbellito da affreschi della scuola di Giacinto Diano di Napoli, purtroppo scialbati. Inoltre il palazzo subì anche un incendio, non subendo dei lavori di restauro[17]. Una lapide affissa alla facciata indica che qui visse il sacerdote don Uomobono Bocache.
- Giardino palazzo Madrigal: via salita Madrigale: antico palazzo del XVII secolo di appartenenza a questa famiglia di origini spagnole, che dette il nome alla strada; crollò nel XIX secolo, resta solo il muro perimetrale del giardino di palazzo Stella.
- Palazzo Del Bello: su via salita dei Gradoni, del XVIII secolo, ristrutturato nel XIX sec. H un grande portale di accesso; l'interno ha una corte, da dove parte un ordine di scale per i piani superiori.
- Casa Macciocchini-Madonna: in via Garibaldi, risale al XVIII secolo, costruita dalla famiglia Macciocchini, di antica data a Lanciano per aver dato i natali a dei notai. Appartenne a seguire alla famiglia Madonna, che ristrutturò la facciata in stile neoclassico a mattoni a vista.
- Casa natia di Francesco Paolo Masciangelo: in una traversa di via Madrigale, segnalata da una targa commemorativa, è ottocentesca, in mattoni a vista. Vi nacque e visse il celebre musicista e maestro di cappella della Cattedrale, fratello di Domenico Masciangelo, che impiantò una storica tipografia nel 1863, chiusa nel 2010, lungo corso Roma.
- Casa di Mattia Cipollone: in via Garibaldi, ospitò la famiglia Cipollone, musicista locale e studioso, maestro di cappella e insegnante al Collegio Santissima Annunziata di Sulmona. Prese i voti ad Assisi come Fra Cristoforo da Lanciano e morì al convento di Monteripido a Perugia.
- Casa natale di Carlo Madonna: la casa è alla fine di via Cavour, alla confluenza con via Garibaldi presso la chiesa di San Nicola. La casa è del XVIII secolo, e affaccia anche su via Valera, con un robusto bastione. Vi visse la famiglia Madonna di Lama dei Peligni, di cui si ricordano il giurista e giudice Antonio Madonna presso il Tribunale istituito da Giacchino Murat, e il figlio Carlo (1809-1890), patriota del Risorgimento e poeta; la casa passò alla famiglia Centofanti, nota per i suoi direttori di banda, e vi visse Nicola Centofanti senior, da cui nacque, come ricorda una targa, il bandista Augusto Centofanti.
- Palazzo De Arcangelis: lungo via Cavour, accanto l'ex chiesa di Santa Maria degli Angeli, oggi parrocchia ortodossa di Lanciano; la famiglia proviene dal nord, stabilitasi nel quartiere nel XVI secolo, prosperata successivamente nei secoli seguenti, tanto da avere dei canonici presso la parrocchia, e da costruirsi una cappella privata[18].

Il quartiere ha diverse case del XVI secolo con degli stemmi, molti a carattere cristiano; degli stemmi si trovano presso i palazzi Napolitani-Berenga, Antinori-Stella-Maranca, ma anche in una casa del vicolo cieco Santa Maria, uno con il monogramma Mariano gotico entro un globo terrestre sorretto da una croce, un'altra casa del XVI secolo con un architrave del portale con l'iscrizione (IP)POLITO DI COLTO, con al centro il Monogramma Bernardiniano.

### Quartiere Borgo
- Palazzo degli Antichi Tribunali: presso la strada dei Tribunali, erano ospitati dal 1860, dopo il trasferimento dal Seminario diocesano, nei locali del convento di San Francesco. Nel XVI secolo la sede dei Francescani, fu tribunale dell'Inquisizione, mentre il 20 marzo 1808 veniva istituito il Tribunale di Prima Istanza, e il Tribunale del Commercio nel suddetto Seminario diocesano; il 17 luglio il Tribunale di Primo Appello veniva insediato in città, staccandosi da quello di Chieti. Il palazzo, con la facciata ristrutturata a fine '800 dall'architetto Flippo Sargiacomo, ad andamento regolare per le aperture di ingresso e per le finestre, ha forma rettangolare, con la facciata principale su via dei Tribunali. Attualmente, col ritorno dei Frati nel 1952, il palazzo è in parte usato come alloggio dei Frati e dei pellegrini, in parte come case private. Accanto a questo palazzo si trova anche la casa natale del pittore vastese Giuseppe Palizzi, con l'ex cappella di San Filippo Neri.

- Casa Fedele Fenaroli: piccola abitazione settecentesca situata sulla salita Fenaroli, ex via del Commercio. Dotata, all'altezza dell'angolo in discesa di un robusto contrafforte a scarpa per fronteggiare il dislivello del terreno, ha una facciata semplice, con classico portale a tutto sesto, che immette a un vestibolo quadrangolare, da cui si accede alla scalinata per i piani superiori. Si trova, dal 1980, murata una targa commemorativa che ricorda il musicista e insegnante lancianese Fedele Fenaroli.

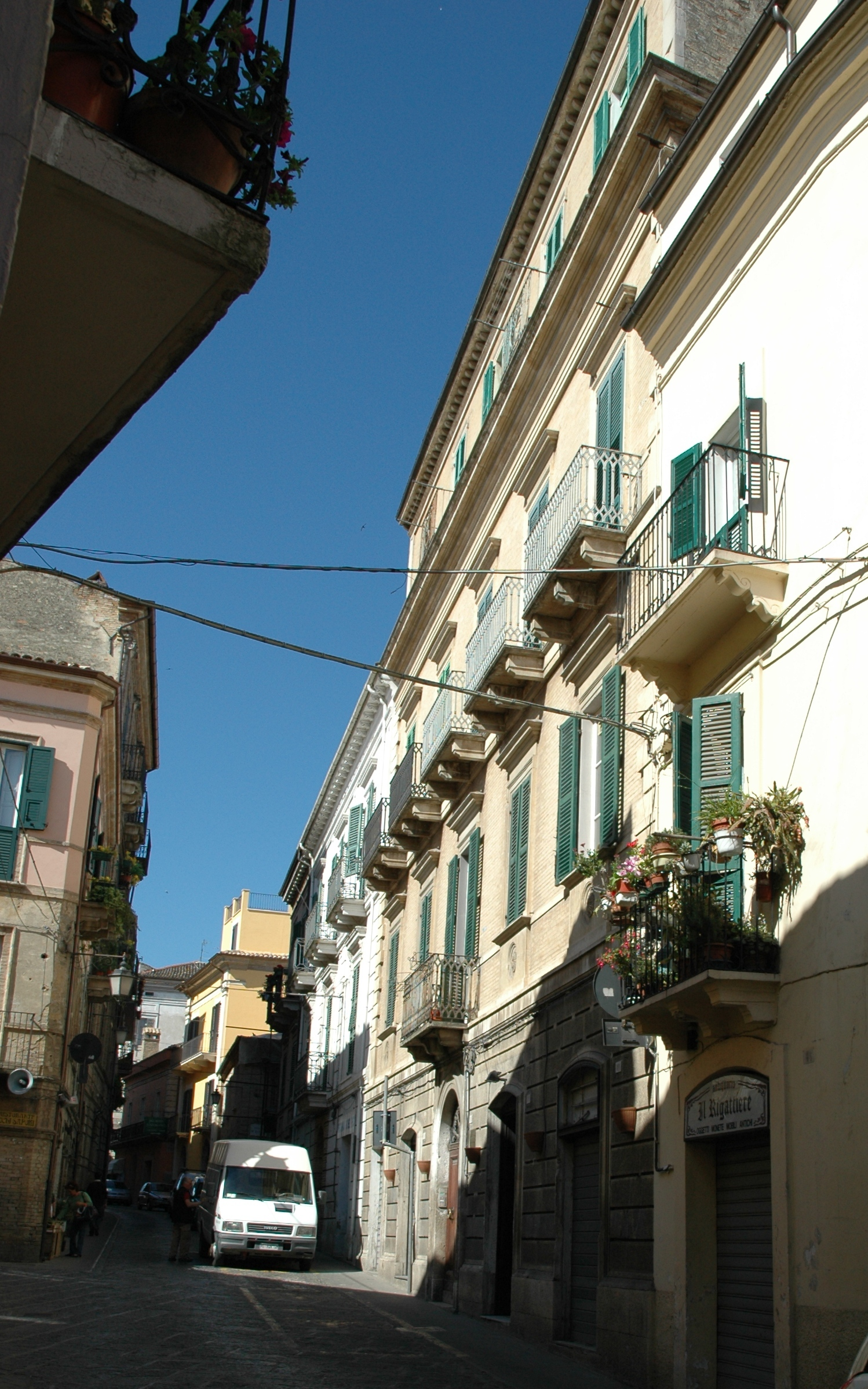
Palazzo Carabba su Corso Roma

- Palazzo Giordano - Brasile: si affaccia sul piccolo Largo dei Tribunali, lungo il Corso Roma, posto come biforcazione di questa strada e di via Feramosca. La storiografia riferisce che risale al XVI secolo, anche se l'aspetto stilistico attuale è frutto di tardi rimaneggiamenti del XVIII-XIX secolo. Il palazzo è adiacente ad altre unità abitative, il fronte è sul corso Roma, altri lati occupano un vasto isolato su via Feramosca, assumendo una conformazione trapezoidale con la base minore affacciata su Largo Tribunali. Esso ha una cortina in mattoni faccia vista, scandita da cornici marcapiano e lesene con capitelli stilizzati. Il portale maggiore in pietra posto nella prima campata di sinistra, è chiuso da un arco a tutto sesto impostato su stipiti modanati, anch'essi in pietra, a loro volta poggianti su base in mattoni. L'arco ha la cornice modanata, al di sotto della quale ci sono decorazioni di tipo floreale. A destra del portale si aprono vani di forma rettangolare, in asse con piccole aperture sottostanti ad arco ribassato. I due piani superiori sono uniti da un ordine di lesene giganti, articolari da altre aperture rettangolari rigorosamente simmetriche. Gli interni hanno un corredo pittorico tardo barocco di Giuseppangelo Ronzi da Penne, ispirati ai temi classici della mitologia. Alcune iscrizioni antiche sono murate negli interni, e sul fronte di via Feramosca. Sul prospetto di Largo Tribunali è murata l'iscrizione liberty: LAVORI IN CEMENTO CAV. VITTORIO BRASILE; il Brasile aveva la fornace presso il rione ferroviario Ferro di Cavallo, e il Brasile abbellì diverse costruzioni dal gusto eclettico lungo il Corso Trento e Trieste, nonché i portici comunali.

- Palazzo Carabba: il palazzo più famoso della famiglia lancianese, situato sul Corso Roma. Lanciano possedeva tre palazzi della famiglia Carabba, compresa l'ex sede della tipografia all'ingresso del viale Cappuccini, demolita negli anni '60. Il palazzo più importante, dove nacque Rocco Carabba, è quello affacciato su Corso Roma, composto da tre livelli, alternati da cornice marcapiano, con ordine di aperture. Presso le cornici ci sono a intervallo regolare dei motivi a fiore. Sulla sommità il palazzo ha un'altana quadrangolare, e sul retro un vasto giardino murato, le cui mura ridanno su via Fenaroli.

- Casa Feramosca-De Arcangelis: si trova sulla via feramosca, e risale al XVI secolo, appartenuta prima a questa famiglia residente a Lanciano dal XV secolo, imparentatasi poi con gli Anelli, che possedettero vari feudi nell'Abruzzo, compresa Chieti, dove si trova la Torre Anelli Fieramosca. La casa benché abbia intonacatura settecentesca, compreso il portale in mattoni faccia vista di epoca più tarda, conserva lo stemma in rilievo dei Fieramosca risalente al Cinquecento, e la cornice di tutto l'ordine finestrato, in pietra tufacea lavorata. L'edificio segue l'inclinazione della strada, sviluppandosi su due livelli separati da una cornice marcapiano che corre all'altezza dei davanzali delle aperture superiori. L'elemento di maggior pregio è il portale ad arco a tutto sesto, iscritto in una mostra rettangolare a fasce di bugnato, sormontata da cornice in posizione asimmetrica dallo stemma dei proprietari. Le aperture superiori sono state realizzate in epoca tarda, quelle del primo livello hanno mostre e cornici in pietra lavorata, di chiaro gusto classico, le due aperture centrali sono balconi, ricavati nei vani delle finestre preesistenti.

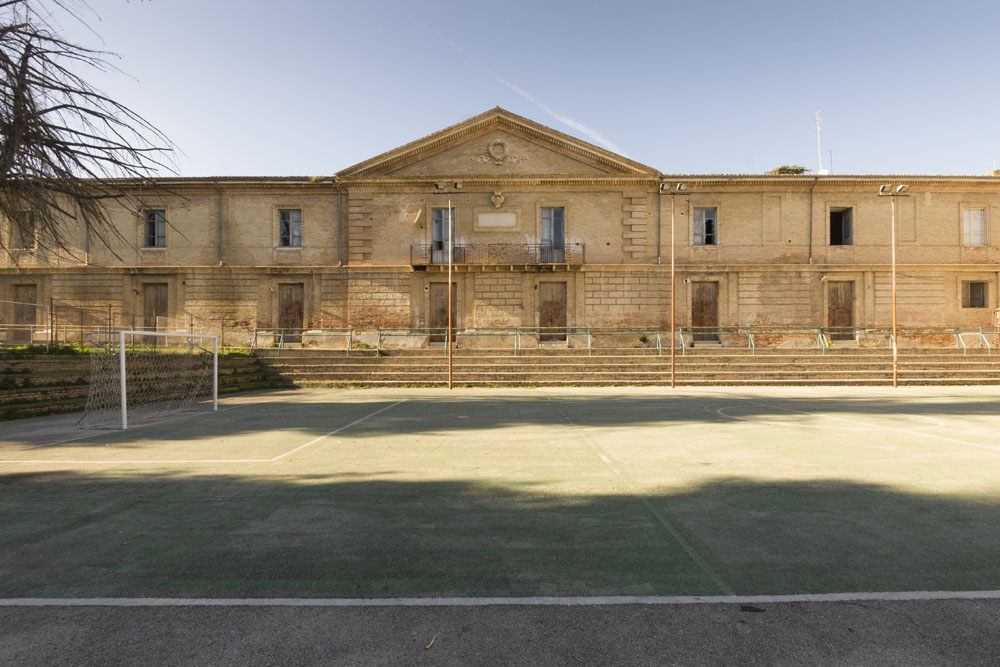
L'ex istituto professionale "P. De Giorgio", rione Funai.

- Portico della Zecca: si trova al termine di Corso Roma, allo sbocco di Piazza Plebiscito. L'edificio risale al XIV secolo, ed era la sede della zecca lancianese. Una leggenda vuole che nel 1426, in piena guerra tra Lanciano e Ortona, dei guerrieri lancianesi abbiano catturato dei nemici, mutilandoli dei nasi e delle orecchie per realizzare una colonna da unire al portico, in segno di infamia. La colonna, detta anche "delle 'recchie", sarebbe quella circolare dell'intero porticato. Il portico si sviluppa su quattro campate coperte da volte a crociera in mattoni. Si apre sulla strada con archi a tutto sesto, di diversa ampiezza, e dimensione.

- Palazzo Liberatore: si trova su via Fieramosca, nel quartiere Borgo. Appartenne a questa famiglia originaria di Tornareccio, da cui provenne il giurista Pasquale Maria, presidente del Tribunale Penale di Lanciano, a seguire suo figlio Raffaele Liberatore, primo compilatore di un Vocabolario universale del Regno di Napoli, nato dal matrimonio di Pasquale con Caterina Boocache, sorella del sacerdote Uomobono, come riporta una targa commemorativa presso l'androne di accesso. La facciata principale è inquadrata da due paraste giganti, in laterizio, come il cornicione e le mostre delle aperture al secondo piano. Di grande interesse al pianterreno è il portale in pietra lavorata, con arco semicircolare e interessante infisso in legno, chiuso da un sopralluce a elementi convergenti su un medaglione centrale. Di fianco il portale è una lesena in mattoni con capitello schiacciato, terminante sotto il balcone su mensole in pietra all'ultimo livello. Le trasformazioni subite nel corso del tempo sono visibili, poiché la struttura è antica, ma ha un aspetto tardo ottocentesco. Al primo e secondo piano un ritmo regolare di finestre e balconi divide l'ampiezza della facciata in quattro campate con aperture corrispondenti.

- Antica Cereria De Rosa: si tratta di un edificio del 1661 situato in Piazza Pietrosa, sopra la Fonte del Borgo. In origine l'edificio era utilizzato come luogo di ricovero, ed era annesso al torrione di Porta Sant'Angelo, diroccato a inizio dell'800, antica porta meridionale per l'accesso a Lanciano. La Cereria vera e propria nacque nel 1889, quando Luigi De Rosa la impianta in locali siti nel quartiere Borgo, in pieno centro commerciale, a ridosso della chiesa di Santa Lucia. Attività fiorente, venne proseguita dal figlio Vincenzo che nel 1918 diventò padrone della bottega artigiana, e condotta fino al giorno della sua morte nel 1987.[19]La cereria venne premiata nel 1961 con la medaglia d'oro e il 2 giugno 1982 il Presidente della Repubblica Sandro Pertini conferì a Vincenzo De Rosa l'onorificenza di Cavaliere del Lavoro. La cereria è specializzata nella vendita di articoli sacri, ceroni, torce e fiaccole. Nell'edificio a pianta rettangolare in Piazza Pietrosa si conservano le antiche macchine perfettamente funzionanti, per la produzione delle candele, del colaggio dei ceroni, mentre la fabbrica nuova è improntata al mantenimento della tradizione, a cura della lavorazione. Si ritiene che la cereria sia stata fondata sui resti di un antico complesso monastico, con torretta di controllo, data la relativa antichità di un secondo blocco a pianta quadrangolare bastionato, presente sul retro della cereria, davanti alla Fonte del Borgo.

- Casa di Nicola Petrosemolo: si trova nell'angolo di Piazza Plebiscito all'incrocio con via Corsea. Realizzato nel primo '900, di proprietà di un certo Nicola Petrosemolo che ha fatto incidere sotto l'architrave superiore il proprio nome, è un elegante esempio di Liberty lancianese nel centro storico, dopo il Palazzo del Capitano. L'aspetto più rilevante dei due fronti è il contrasto cromatico tra il paramento murario in mattoni rosso e il bianco delle partiture architettoniche che fanno da cornici marcapiano. La facciata ha un profilo stretto e alto, presentando al di sopra del primo livello, balconate in ferro battuto sostenute da mensole e inquadrate da fasce, lavorate con motivi floreali, rettilinee al primo livello, ad arco avvolgente al secondo. L'iscrizione "Nicola Petrosemolo" si trova sul nastro continuo che chiude il prospetto, sotto la cornice sommitale.

- Ex Istituto Professionale "De Giorgio": risale al tardo Ottocento, progettato da Filippo Sargiacomo. L'edificio sorge al termine di via Umberto I nel sobborgo dei Funai, è addossato alle Torri Montanare, realizzato sopra alcuni locali dell'ex convento delle Monache Clarisse povere di San Nicola dei Ferriati, poi di San Pantaleone e San Carlo; ed è stato usato sino agli '70, quando venne inaugurata la nuova moderna sede nel rione Cappuccini. Esso è dedicato al professor lancianese Pietro De Giorgio. La struttura è composta nella facciata da tre grossi blocchi divisi da paraste, con il corpo centrale avanzato rispetto agli altri, e dotato di un timpano ad architrave triangolare. Il palazzo fu fondato sull'area antica della chiesa di San Pantaleone, poi San Carlo, con annesso ospedale. Infatti la chiesa, benché sconsacrata, è stata inglobata nel palazzo, ed è possibile leggerne ancora l'impianto.

- Storico ex albergo Roma: il palazzo sorge all'altezza della biforcazione Corso Roma-via Fieramosca, davanti alla facciata di San Francesco d'Assisi. Nel primo Novecento era sede di uno storico albergo, oggi la parte superiore è adibita ad usi civile, mentre le botteghe sottostanti ospitano il ristorante "Corona di ferro" e una farmacia. La facciata fu ristruttuurata dal Sargiacomo. è inquadrata da due lesene angolari giganti, in laterizio a vista come il cornicione; lungo la mezzeria per i primi due piani c'è un'altra lesena in mattoni con capitello schiacciato, che termina sotto il balcone su mensole in pietra. Il resto del fronte intonacato presenta aperture simmetriche lungo l'asse di simmetria, ad esclusione del pianterreno, dove nella parte centrale si trovano due archi a tutto sesto con mostra in pietra, di cui uno murato, affiancati da altre aperture, al primo piano con cornici in pietra ci sono due finestre e due aperture su balconi, con mostre in mattoni, due aperture a balcone centrale e altre due. Una volta a botte lunettata in mattoni porta alla piccola corte interna, affrescata con un putto che regge una cornucopia, opera novecentesca di Vincenzo Gagliardi, dove alle pareti in laterizio fanno da contrappunto le balaustre in pietra.

Casa liberty di via del Torrionenon si sa quando fu realizzata, sicuramente nel primo ventennio del Novecento, sopra preesistenti costruzioni. Prospetta a ridosso delle mura su via del Torrione Aragonese, ed attualmente è in abbandono. L'edificio ha il prospetto segnato da cornice marcapiano che corre all'altezza delle piattabande delle finestre, caratterizzandosi per un ricco motivo decorativo ad ovali ed elementi floreali, interrotto da grosse chiavi di volta con mascheroni. Le aperture su questo livello sono due, i balconi di ampiezza doppia l'uno rispetto all'altro, caratterizzati da parapetti in pietra traforata con elementi a ruota tra colonnine riccamente lavorate. Simmetriche rispetto a quelle del primo piano, le aperture del primo livello sono chiuse da cornici su mensole, decorate con teste di animale, che fanno da davanzale alle aperture dell'ultimo livello, a loro volta sormontate da cornice simile alla fascia terminale, sotto la copertura.
Casa settecentesca di via G. Ravizzasorge nel rione Borgo, ha origini medievali per l'aspetto di una bifora murata, anche se l'attuale aspetto è del XVIII secolo. I prospetti presentano intonacatura, con tinta di colore rossastro in parte slavato e scrostato dall'umidità; il prospetto principale è impaginato da aperture disposte secondo una tripartizione in tre campate verticali. Quella centrale è caratterizzata da un portale d'ingresso con mostra in bugne variamente sagomate, chiusa da un arco a tutto sesto serrato da una robusta chiave di volta. In asse col portale c'è la specchiatura a stucco a rilievo, sormontata da finestra rettangolare, le due campate laterali hanno portali con arco ribassato, cui fanno da contrappunto al primo livello, i balconcini su mensole. Gli infissi dei tre portali sono realizzati con tavole orizzontali e verticali, che formano delle griglie rinforzate nella parte basamentale.
Complesso scolastico Istituto Magistrale-Geometri "Cesare De Titta-Enrico Fermi"si tratta di una fusione amministrativa di due poli scolastici alle porte del centro storico, l'uno (il De Titta) ricavato dall'ex caserma "Duca degli Abruzzi" presso il convento di Santa Chiara, l'alto realizzato nel quartiere Guglielmo Marconi. L'istituto "De Titta" iniziò l'attività come scuola superiore magistrale nel 1937, modificando i locali dell'antica caserma militare ricavata dalla parte sud dell'ex convento delle Clarisse, risultando la più antica scuola della provincia con questa specializzazione, venendo intitolata al latinista e poeta locale Cesare De Titta. Nel 1954 la scuola venne ampiamente rifatta con l'allargamento dei piani e del corpo fabbrica, venendo terminata nel 1974. Fu necessaria la demolizione di un'ala della vecchia caserma ricavata a sua volta dal convento. Dalle carte di Filippo Sargiacomo, chiamato per progettare la vecchia caserma, si rileva come il convento fosse provvisto di un'altra torre di guarda, usata anche come funzione di campanile. Nel 1997 con la legge che soppresse le scuole magistrali, il De Titta divenne semplice Istituto di Istruzione Secondaria Superiore, divenendo liceo nel 2010.
L'Istituto per Geometri "Enrico Fermi" venne realizzato come scuola principale del quartiere Cappuccini, dipendendo prima dal "Ferdinando Galiani" di Chieti, fino all'autonomia nel 1958. Nel corso degli anni '90, la scuola ha aderito a progetti di sperimentazione assistita predisposti per gli istituti tecnici da Ministero della Pubblica Istruzione e sono stati istituiti per la filiera commerciale il progetto IGEA e il progetto MERCURIO. Nel 2017-18 le due scuole si sono fuse in un'unica amministrazione, pur mantenendo le due sedi diverse.

### Palazzi restaurati da Filippo Sargiacomo
L'architetto Sargiacomo, come dimostrano i suoi progetti depositati presso l'Archivio storico comunale, fu attivo tra la seconda metà dell'800 e i primi del '900, in diversi cantieri comunali e privati. Tra i suoi progetti figurano:
- PRIMA TIPOGRAFIA CARABBA, LARGO TAPPIA, rifacimento degli esterni
- EX TRIBUNALE PENALE - CONVENTO DI SAN FRANCESCO, rifacimento uniforme degli esterni
- ALBERGO ROMA, Largo Tribunali
- CASA DE CECCO
- CASA SARGIACOMO, via Santa Maria
- PROGETTO OSPEDALE CIVICO RENZETTI, Via F. Renzetti, rifacimento degli esterni
- CASINA LIBERTY DI INGRESSO ALLA VILLA DELLE ROSE

## Centro nuovo
Il nuovo Centro di Lanciano si sviluppò dai primi anni del '900, con l'apertura della nuova strada, che dalla Piazza collegava al Prato delle Fiere, poi ippodromo delle Rose. La vasta area era occupata soltanto da qualche casina, dai piccoli edifici del Corso della Bandiera, e dall'ex convento dei Carmelitani, dismesso, e abbattuto negli anni '30 per la costruzione dell'ex Cinema Imperiale. Nella costruzione dei palazzi si distinsero diversi architetti locali e forestieri, tra cui Donato ed Ennio Villante, Sargiacomo, e altri.

### Quartiere Fiera - Corso Trento e Trieste
Ex ospedale Floraspe Renzettisi trova all'incrocio del Corso Bandiera con via Renzetti. Un'iscrizione sulla facciata attesta la sua inaugurazione il 12 gennaio 1843. Il sacerdote don Floraspe Renzetti alla sua morte, lasciò i suoi averi alla Città per la costruzione di un vero e proprio ospedale civile, inesistente in Lanciano. Alla sua memoria verrà dedicato dopo l'Unità d'Italia. Nel corso degli anni la struttura divenne il primo ospedale civile della città, accogliendo anche la scuola di ostetricia, inaugurata nel 1934, e poi spostata negli anni '70 nel nuovo polo ospedaliero, poco distante. L'edificio ha una facciata progettata dal Sargiacomo, si sviluppa su due livelli separati da cornice marcapiano. I prospetti sono completamente intonacati, la facciata principale presenta uno sviluppo orizzontale in tre campate, aventi il proprio fulcro su quella centrale, aggettante rispetto alle ali e conclusa da un timpano triangolare. L'ingresso è definito da un portale a tutto sesto, bugnato e con cornice orizzontale modanata, lateralmente si aprono i vani finestrati quadrati.
Ospedale Civile "F. Renzetti"si trova in via del Mare, accanto all'ospedale moderno progettato da Ennio Villante. L'ospedale fu fortemente voluto dal chirurgo Raffaele Caporali, per creare un ospedale per gli orfani di guerra, il progetto fu osteggiato dall'amministrazione locale, in piena epoca fascista, e passato nelle mani del rivale Dott. Raffaele Paolucci. L'ospedale fu uno dei principali d'Abruzzo, fu seriamente danneggiato nella seconda guerra mondiale, e ricostruito con la gran parte dei fondi privati del Dott. Caporali. Si tratta di una costruzione degli anni '20 in stile Liberty, a pianta rettangolare, decorato da paraste giganti in bugnato e da un cornicione in aggetto che sorregge la balconata maggiore della facciata, rivolta sulla via. Esso è diviso in tre ordini, dei quali il primario è più grande, completamente fasciato in bugnato. La cornice della sommità è decorata nel tipico stile eclettico, con capitelli compositi e due grandi iscrizioni in rilievo che dicono "Ospedale". L'interno del CUPO ha due busti commemorativi in bronzo, opera di Vittorio Martelli di Lanciano, dedicati a Caporali e Paolucci, i benefattori storici dell'ospedale.

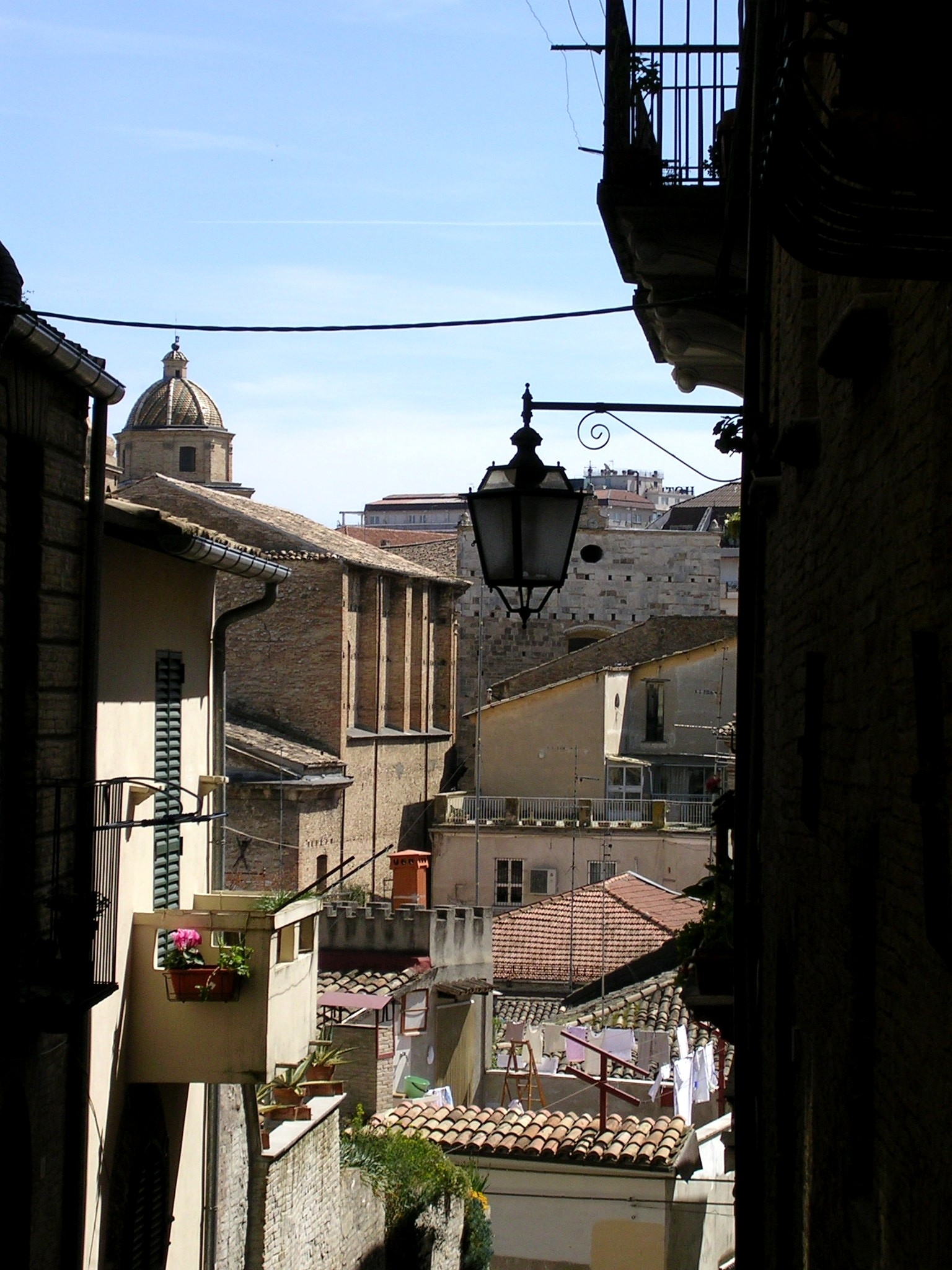
Vista di Lanciano da via Santa Maria Maggiore

Palazzo Jacobittisi trova lungo Corso Bandiera, occupando con la sua mole anche una parte della parallela viale Vittorio Veneto. Costruito dalla famiglia Murri che nel 1854 vi aprì una seteria, l'edificio venne acquistato dopo l'unificazione italiana da Vincenzo Jacobitti, da cui prese il nome, venendo ampliato come palazzo gentilizio. Nel dopoguerra un nuovo fabbricato in stile razionalista, venne addossato alle antiche strutture ottocentesche. Oggi il palazzo è abbandonato, in attesa di restauro, si compone di una pianta rettangolare con la facciata principale su Corso Bandiera, con ingresso principale inquadrato da due colonne cilindriche che sorreggono la balconata della finestra maggiore. I vari settori sono divise da paraste con capitelli corinzi e il rivestimento è in mattoni faccia vista.
Palazzo Russoedificio del primo decennio del Novecento, su Corso Trento e Trieste, ritenuto il più antico. Il palazzo ha pianta rettangolare con esterno in mattoni faccia vista, scandito da fasce di bugnato sugli angoli, composto da un ordine al piano superiore di bucature regolari. Il palazzo è sede della storica gioielleria Petragnani, a Lanciano dal 1784.
Palazzo De Gennisè l'edificio più caratteristico del Corso Bandiera, realizzato negli anni '40 su progetto di Donato Villante. Ha un aspetto eclettico che rievoca lo stile razionalista del fascismo, e quello eclettico del classicismo del primo Novecento: i fronti sono caratterizzati da una forte bicromia tra il rosso degli sfondi e quello bianco di tutte le partiture architettoniche, dallo zoccolo basamentale alle cornici marcapiano, alle mostre delle aperture. Il prospetto principale presenta tre campate verticali articolate da aperture simmetricamente disposte, la campata centrale ha al pianterreno una finestra rettangolare su mensole, inquadrata da cornice e sormontata da un timpano triangolare spezzato. In asse con questa al primo livello, c'è una loggia vetrata sporgente rispetto alla facciata e alle due balconate laterali, che si allungano su tutto il prospetto, e sviluppata sino al parapetto del balcone superiore. Ai lati della loggia, le due aperture dei balconi sono concluse da timpani con profilo curvilineo sotto cui si trova una decorazione a conchiglia. All'ultimo livello le tre finestre trovano una variante decorativa nell'arco a tutto sesto che le chiude, all'interno dei vani rettangolari sormontati da cornice.
Palazzo degli Studisempre situato sul corso Trento e Trieste, fu progettato da Filippo Sargiacomo, e il disegno lascia intendere l'ambizione del progetto di realizzazione di un vasto complesso in stile neoclassico. Tuttavia per mancanza di fondi il palazzo venne realizzato più tardi negli anni '20 dall'ingegnere Nicola Villani, però senza tutte le decorazioni del progetto originale. L'istituzione era nata nel 1865 come Real Liceo Ginnasio "Vittorio Emanuele II", già istituito come Liceo Ginnasio il 20 dicembre 1864 con deliberazione comunale; e avente sede in uno stabile accanto al palazzo arcivescovile della città. Ospitava il liceo classico, il liceo scientifico e l'istituto d'arte. Il palazzo dopo i danni della seconda guerra mondiale fu abbandonato negli anni '70 per la realizzazione del nuovo polo scolastico lungo via del Mare. Sottoposto a recupero, oggi ospita varie conferenze e corsi, e dal 2017 la sede distaccata dell'Università Telematica di Nettuno. Il palazzo si sviluppa su due livelli, al di sopra di un alto zoccolo; come ricorrente all'edilizia scolastica, i prospetti si presentavano scarni e austeri, ritmati al piano terra da aperture a tutto sesto. La facciata principale si presenta scandita da lesene giganti, trattate a bugnato, che la dividono in cinque campate principali, più due centrali ai fianchi dell'ingresso principale, e due angolari. Tanto le finestre (originalmente neogotiche) dei due livelli che i portali al pianterreno sono sottolineati da una fascia a rilievo che accompagna tutto il perimetro della fabbrica. All'interno del palazzo, di interesse, si conserva l'antico orologio civico della Torre della Cattedrale.
Palazzo Martelli Fantiniè uno dei palazzi più rappresentativi del corso Trento e Trieste, posto all'incrocio del cardo con il decumano massimo di viale Luigi De Crecchio. Progettato da Annio Lora di Roma nel 1912, il palazzo mostra dei prospetti inquadrati da robusti cantonali, ornati con decorazioni Liberty floreali, a rilievo e grossi mascheroni in sommità. La parte del basamento è caratterizzata da un alto zoccolo lavorato in fasce di bugnato, cui si contrappone la parete liscia dei livelli superiori; tanto la facciata principale sul corso, quanto quelle minori sono articolate in campate da teorie di aperture che si succedono simmetriche per tutto lo sviluppo: ai portali del pianterreno sono poste in cima cornici Liberty con le iscrizioni "Ars / Labor" per le botteghe del commercio, poi ci sono le finestre e i balconi infarcite di specchiature, cornici, mensole e festoni di gusto Liberty. L'angolo tra il corso e via De Crecchio è risolto con una stretta parete a 45° inquadrata da paraste giganti con fasce avvolgenti in pietra portanti mascheroni antropomorfi.
Palazzo MaiellaOccupa l'isolato accanto a corso Bandiera, da destra, e quelli di via delle Rose, via Vittorio Veneto e via Dalmazia. Il primo livello ha il carattere di alto basamento, in mattoni a vista assemblati a fasce, che corrono per tutto il perimetro. I tre livelli sono articolari in cinque campate sui lati lunghi e in due su quelli corti da un ordine di lesene giganti, impostato su un alto zoccolo e chiuso da un cornicione in pietra. Esempio di edilizia palaziata a motivi Liberty, benché sotto un aspetto più sobrio di altri palazzi del corso. Le lesene sono bugnate alla base e concluse da riquadri in pietra lavorata con medaglioni e motivi floreali, cui si aggiungono in alto altri riquadri con triglifi binati fermati da fasce avvolgenti.
Palazzo Testafa parte del comprensorio dei villini sorgenti in viale Rimembranze, realizzato negli anni '30, riprendendo gli stilemi dell'architettura classica ottocentesca, evidenti nelle balaustre dei balconi che ripropongono i disegni di chiara ispirazione romana. Articolato da cornici in tre settori, quello mediano ha le aperture con i timpani alternati a cornice semplice, e a forma curvilinea. Il suo palazzo coevo, all'ingresso di via L. De Crecchio, è stato abbattuto negli anni '70 per lasciar posto all'Hotel Excelsior. Rimane solo Villa Pollice, anch'essa dalle eleganti strutture classicheggianti, realizzata nel primo ventennio del Novecento, completamente soffocata dal grattacielo dell'hotel.
Palazzo Paolini Contento - Portici comunalisono due palazzi che occupano una parte consistente del Corso Trento e Trieste, perché ospitano i portici comunali. I palazzi furono costruiti nel 1927 su progetto dell'architetto Donato Villante, l'edificio si sviluppa su tre livelli e ha un forti sviluppo longitudinale, occupando il primo tratto del corso, e quello in pendenza, verso la Piazza del Plebiscito. L'edificio sul lato destro è di ispirazione neoclassica, sottolineata dalla combinazione degli elementi delle colonne binate del piano terra, dall'alternanza delle aperture e dall'ordine dei timpani triangolar e curvilinei. Il secondo palazzo che si affaccia sulla piazza è d'impronta neorinascimentale, per l'inquadramento dell'ordine delle cornici, con elementi floreali, la decorazione dei capitelli, delle mensole, delle lesene bugnate al piano terra e sormontate da capitelli realizzati con incrocio di elementi vegetali e zoomorfi.
Palazzo De Simoneil palazzo si trova all'incrocio del corso con via della Posta, realizzato in stile liberty, costituito da due corpi di fabbrica separati dall'edificio River o "Modernissimo" (oggi Galleria Martelli). L'impaginato dei prospetti utilizza un repertorio di forme chiaramente neorinascimentali, commiste a elementi di gusto floreali del primo Novecento, soprattutto nella decorazione dei capitelli e delle mensole, Le due facciate principali si sviluppano in tre livelli, separati da cornici marcapiano modanate. Le cinque campate che ne realizzano la scansione verticale sono inquadrate da lesene, bugnate al piano terra e lisce ai piani superiori, con originali capitelli dai motivi vegetali e zoomorfi. Ogni campata presenta al pianterreno un'apertura ad arco a tutto sesto con piccola cornice modanata a concio di chiave decorato, al primo piano ci sono aperture con timpano triangolare, al secondo con timpano semicircolare. Sulla campata centrale e su quelle estreme si affacciano piccoli balconi con balaustra a colonnine, sorretti da mensole decorate.
Palazzo De Angelis - Ex Banco di Romasi trova all'estremità sinistra del corso Trento e Trieste, all'incrocio con viale De Crecchio, in corrispondenza con il Palazzo Martelli Fantini, per aprire una quinta scenico al viale. L'edificio, realizzato nel primo '900, è ritenuto l'esempio più interessante del liberty neorinascimentale lancianese. Si sviluppa su due livelli più un mezzanino superiore, su cui si imposta il padiglione della copertura. Il prospetto principale presenta caratteri di monumentalità nella rigorosa simmetria delle parti, e nell'articolazione sapiente dell'ordine architettonico; le tre campate che lo definiscono sono inquadrate da un doppio ordine di lesene sovrapposte.Queste hanno al pianterreno un fusto bugnato e fanno da base d'appoggio di una cornice con metope e triglifi. Al piano nobile le lesene sono di ordine composito, e portano su ciascun capitello delle mensole alte quanto il mezzanino tra cui si svolge un fregio riccamente scolpito, forato da finestrelle ovali inquadrate da cornici mistilinee. La campata centrale mostra un loggiato a triplice arcata, ordito con un motivo a serliana su colonnine binate di ordine ionico, impostate su piedistalli ricavati tra le balaustre.

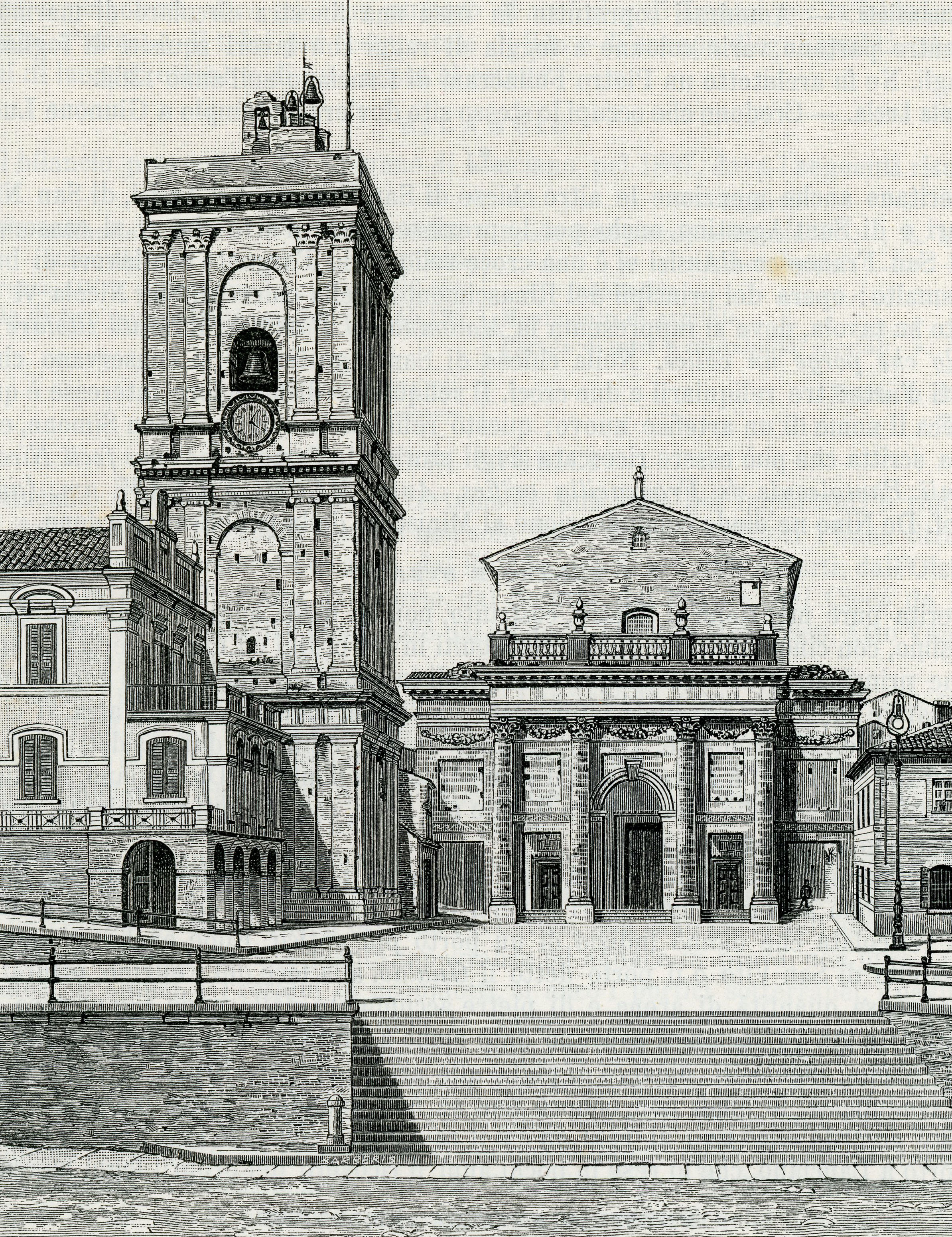
Incisione storica della piazza di Lanciano: in vista la Cattedrale e sulla sinistra la facciata storica della Casa di Conversazione, prima della distruzione del 1944

Palazzo Ex River - Galleria Martellirealizzato negli anni '20 come "Caffè Modernissimo" con terrazza interna, ha la facciata principale caratterizzata da un fronte monumentale composto secondo il linguaggio neoclassico. L'unico livello in cui si sviluppa è diviso verticalmente in tre parti da un ordine di lesene, la zona centrale rispetto alle altre ali è dominata da un ampio arco a tutto sesto, sormontato da attico. Sui fianchi ci sono coppie di aperture a tutto sesto.
Palazzo Biellisul viale De Crecchio, è tipicamente liberty, con i paramenti in mattoni faccia vista, con bugnato a fasce al pianterreno. La facciata risulta dalla giustapposizione di tre campate dal disegno rigoroso: quelle laterali più ampie inquadrano, a mezzo di due paraste giganti, una zona centrale conclusa da un timpano triangolare. Tutte le aperture presentano cornici in stucco trattate a bugnato. Di grande interesse nella composizione dell'insieme è la successione in altezza di balconi, la cui ampiezza si riduce gradualmente nel passaggio dal secondo all'ultimo livello, Tanto le mensole su cui poggiano i balconi che le balaustre sono in pietra, tranne l'ultimo livello dove la balaustra di pietra del balcone centrale fa da contrappunto alle inferriate di quelli laterali. Il tutto è stilizzato da festoni e bassorilievi liberty a figure antropomorfe.

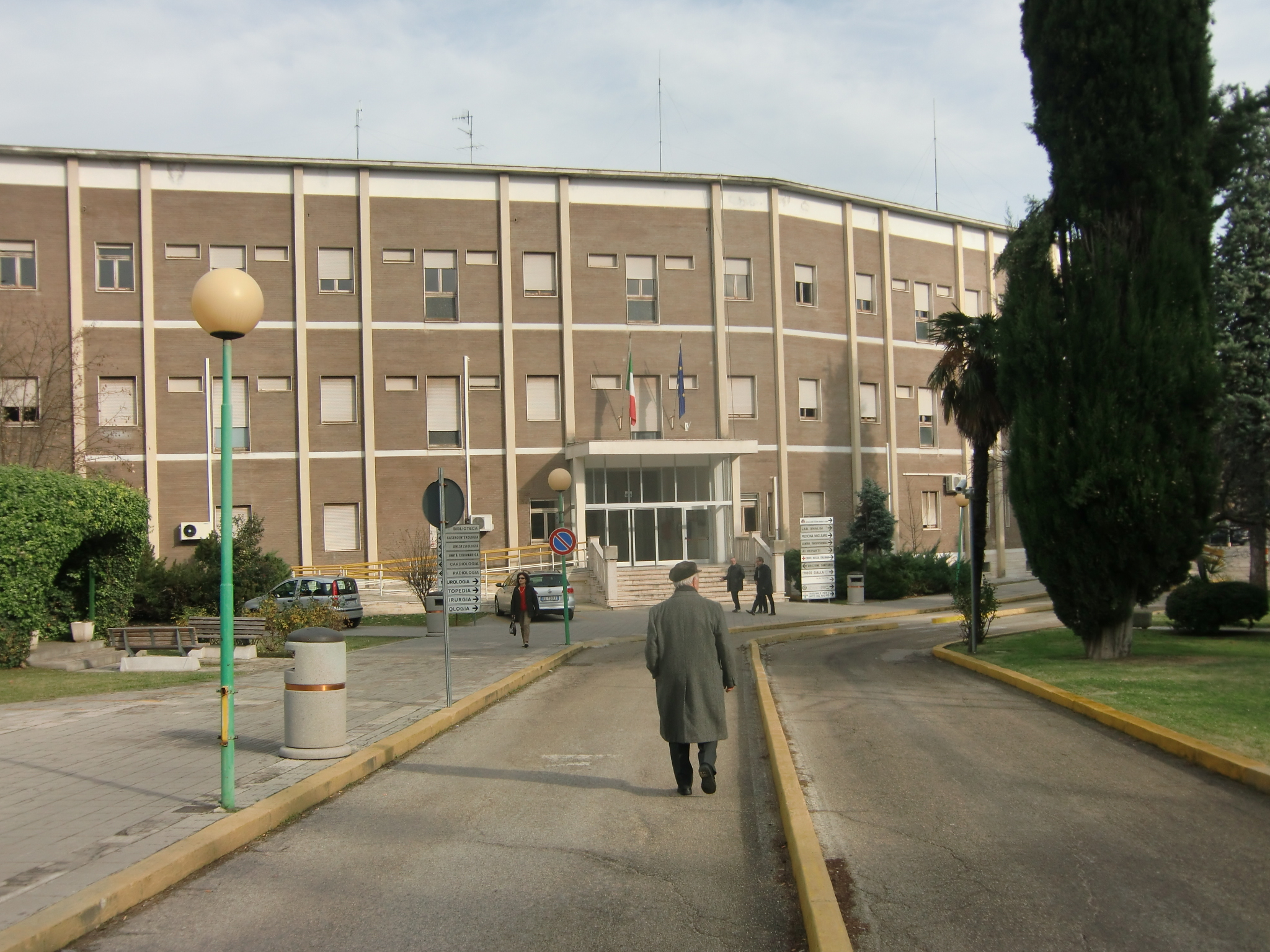
Nuovo ospedale "Floraspe Renzetti"

Palazzo Colacioppomolto simile al vicino Palazzo Bielli, ha i prospetti diversamente trattati; il piano terra presenta uno zoccolo rivestito da lastre di pietra ritagliate tra ampi portali a sesto ribassato. Il primo piano è scandito da una successione di aperture a tutto sesto, con ghiere di mattoni comprese tra sottili cornici in conglomerato cementizio, utilizzato anche nei balconi su mensole. Questi sono caratterizzati da un'interessante balaustra traforata; al secondo piano si aprono finestre a sesto ribassato, dilatate in larghezza dalla presenza ai fianchi di piccole colonne tortili. Le finestre sono alternate a inseriti di intonaco incorniciati e lavorati secondo disegni geometrici.
Palazzo Fantini Paone - Battistella Carlinisituato all'imbocco del corso dalla villa comunale, sulla sinistra. L'edificio si sviluppa su tre livelli divisi da fasce marcapiano e conclusi da un cornicione su mensole. I prospetti sono raccordati da angoli smussati, ed esibiscono cortine di mattoni faccia vista diversamente trattate. Il piano terra presenta un bugnato lavorato a fasce, con ampie aperture su tutti i prospetti, al centro della facciata principale c'è il portale, inquadrato da due colonne ioniche e chiuso da un timpano curvilineo spezzato. Ai piani superiori l'alternanza di balconi e finestre è arricchita da originali motivi decorativi nella balaustre in pietra e nelle mostre delle finestre.

Immagine storica di Villa Carabba

Palazzo Iavicoli Bomba Di Santoaffacciato sul viale Rimembranze all'incrocio con via De Crecchio, è stato progettato da Donato Villante. L'edificio si sviluppa su tre livelli ed è concluso da un cornicione aggettante impostato su motivo decorativo a zigzag, che corre su tutto il suo perimetro. D'impronta tipicamente decò, ha la facciata principale scandita dalla presenza di aperture ricavate entro specchiature trattate ad intonaco e arricchite al centro da decorazioni floreali. Al pianterreno il paramento murario è lavorate a fasce, interrotte in prossimità della aperture da locali commerciali. AL primo piano l'alternanza tra finestre e balconate su mensole in pietra è la nota dominante, così anche al piano superiore dove l'alternanza è variata dalla presenza di balconcini semicircolari, impostati su un'unica mensola centrale a forma di conchiglia, cui fa da contrappunto il motivo decorativo a cesta di fiori, che conclude le campate con le aperture.
Palazzo Trivilinosi trova prezzo viale Vittorio Veneto, in stile decò, concilia sui prospetti in laterizio gli elementi in cemento utilizzati per motivi decorativi, come riquadri lavorati con medaglioni e motivi floreali che concludono le lesene, oltre a fasce marcapiano e ai parapetti dei balconi.
Scuole elementari "Principe di Piemonte"l'edificio sorge in Piazza della Vittoria, dal 2012 intitolata Piazza dell'Unità d'Italia. Fu realizzata tra il 1927-28 da Federico De MarcoL'edificio segue le linee architettoniche molto sobrie delle scuole pubbliche del primo Novecento, mostrando l'esterno in mattoni faccia vista, e un doppio ordine di aperture senza particolari decorazioni. Sopra il portale maggiore campeggia la scritta della scuola.

## Quartiere Cappuccini
Villa Sciarra - ex stabilimento "Rocco Carabba"si trova all'ingresso del viale Cappuccini, sulla destra, da Piazza VI Ottobre. La costruzione è riferibile agli anni '20 del Novecento, eretta accanto allo storico stabilimento tipografico di Rocco Carabba, che nel 1878 fondò l'omonima casa editrice. Il palazzo dei Carabba con la tipografia fu abbattuto negli anni '70. Oggi la villa è divisa in due tronconi, uno abitato, e l'altro in abbandono: la facciata principale è dominata da un ampio scalone che conduce a un portale neoromanico, inquadrato da due coppie di colonne trabeate e chiuso da un archivolto a fasce riccamente decorato. L'esercizio di eclettismo così espresso nel portale si ripete nella varietà di finestre che articolano le facciate: i balconi sono inquadrati da stipiti e archivolti in pietra su mensole, sormontati a loro volta da lunette; alcune finestre hanno il profilo a tutto sesto con ghiera in mattoni rifinita da cornici in pietra; altre sono bifore con colonnine in pietra e ghiere in mattoni sapientemente sagomati.
L'ex stabilimento Carabba sorgeva un po' più distante, lungo via Ferro di Cavallo. Dopo anni di abbandono dalla chiusura nel 1948, salvo poi riaprire nella zona industriale sud presso Marcianese, il complesso è in fase di recupero. Mostra le tipicità sobrie di una fabbrica del primo Novecento: ha le pareti esterne in mattoni faccia vista senza ornamenti vari, composte figurativamente secondo i principi del gusto neoromanico, molto vago, applicati all'edificio industriale. Le bifore che si susseguono presentano arcate in cotto a filo con essi, inframmezzate da paraste, sempre in mattoni, sormontate da capitelli schiacciati in pietra.
Villa Marciani - Biblioteca civica "Raffaele Liberatore"si trova su via del Mancino. La storia della biblioteca civica di Lanciano ebbe inizio nel 1868 quando il comune entrò in possesso del Monastero dei Cappuccini di Sant'Antonio di Padova. All'inizio la biblioteca fu usata solo da una stretta cerchia di intellettuali, nel 1921 fu rinnovata e intitolata al lancianese Raffaele Liberatore (1787-1843) che fu studioso e filosofo. La biblioteca rimase nell'ex convento sino al 1964, quando il patrimonio venne trasferito nel liceo classico "Vittorio Emanuele II" presso l'edificio del corso Trento e Trieste, salvo poi trovare definitivo alloggio nella Villa Marciani, dal 2006. Precedentemente la biblioteca si trovava, dagli anni '80, presso il Centro servizi culturali Regione Abruzzo, inaugurato all'interno del palazzo De Crecchio nel rione Lancianovecchia, ospitando anche la stanza del Fondo Corrado Marciani, storico locale. La biblioteca recentemente si è dotata di nuovo materiale proveniente da varie donazioni: dai Rossi, Gentile, Berenga, Fagiani, Sigismondi, De Ritiis: oggi possiede una collezione di volumi pubblicati dalla casa editrice Carabba, 80 periodici, e circa 80.000 volumi di pergamene, incunaboli, cinquecentine, seicentine, manoscritti vari. La villa ha un aspetto rurale ottocentesco, dove all'esterno prevale l'alternanza degli intonaci colorati, e dei mattoni faccia vista degli stipiti del portale, e delle cornici delle finestre. Sulla sinistra si apre un portico in mattoni ad arcate a tutto sesto, gli interni sono voltati a botte. Accanto alla villa sorge una piccola e curiosa torretta neogotica, che ospita la sezione ragazzi della biblioteca, posta all'interno di un giardino con il pozzo.
Tra i vari documenti di grande importanza della biblioteca, ci sono i regesti e gli atti notarili del XV-XVIII secolo, trascritti da Corrado Marciani proprietario della villa, la collezione di 115 pergamene che vanno dal XIII al XVI secolo, comprendenti il lodo di pace di San Giovanni da Capestrano del 1427 tra Lanciano e Ortona, le bolle pontificie pergamenacee sulle indulgenze concesse da Papa Bonifacio VIII e le riviste di storia locale, alcuni bollettini della Deputazione abruzzese di Storia Patria (L'Aquila), e la raccolta completa della Rivista abruzzese, fondata nel 1886.
Ex calzificio Torrierisorge dalla parte opposta della ferrovia Sangritana, in via Trigno, posto nel sobborgo di Mancino. Si tratta di un raro esempio di archeologica industriale, purtroppo da anni in abbandono. Tra il 1923 e il 1926 fu realizzato in forme monumentali da Donato Villante, architetto di molti palazzi lancianesi del Corso Trento e Trieste. Fu il fiore all'occhiello dell'industria della provincia di Chieti sino agli anni '60-'70, quando per la concorrenza massiccia di altre case di produzione dovette chiudere. Dell'edificio si conserva abbastanza bene il corpo centrale principale, composto da una casa rettangolare in stile neoclassico, da cui partivano lateralmente dei bracci che andavano a comporre un perfetto quadrato di casette-deposito con le relative fornaci. Dai resti di questi bracci e di case, alcune adibite ritrasformate ad uso abitativo, si può comprendere come fosse molto vasta l'area occupata dal calzificio, che abbracciava Piazza del Mancino, la strada rasente la ferrovia, dia del Sangro, fino al burrone dove è stata realizzata via del Verde. Sono stati avanzati vari progetti di recupero dell'edificio, ma si rischia la demolizione, come è avvenuto per l'ex Azienda Tabacchi.
Villino liberty di via del Mareposta quasi all'incrocio con via Bologna, non si conosce la data di realizzazione, anche se dallo stile, si ipotizza l'inizio degli anni '20. Il primo piano si caratterizza per la presenza di un apparato decorativo di chiara derivazione liberty, coppie di lesene con riquadro interno in mattoni a vista, dividono la facciata in due campate uguali, intonacate. Le lesene sono sormontate da capitelli su cui poggiano le mensole di sostegno del cornicione. Le finestre hanno mostre esterne in mattoni, con specchiature superiori, e pareti interne rivestite di piastrelle maiolicate.
Ex Azienda Tabacchi di Lancianolo stabilimento fu costruito nel 1933, sorgente presso il piazzale dove oggi si trova un complesso residenziale, all'ingresso del viale Cappuccini, ed era uno degli stabilimenti all'avanguardia della provincia di Chieti. Il complesso fu protagonista di una feroce rivolta delle tabacchine nel 1968, quando l'azienda era a rischio chiusura per la concorrenza sempre più massiccia. Un drappello di tabacchine occupò la fabbrica per settimane, scontrandosi con la polizia durante le proteste di piazza, fino a che riottenne l'apertura dell'azienda, anche se tuttavia venne riassunta meno della metà del personale originario. Un'altra succursale dell'azienda venne costruita presso l'adiacente sobborgo Marconi, prospiciente il viale Cappuccini; tuttavia la grave crisi del 2003 costrinse il tabacchificio alla chiusura e alla demolizione. Della struttura si conserva solo il ricorda in fotografie storiche, nel 2018 l'amministrazione comunale ha realizzato un pannello commemorativo ed esplicativo con fotografie, inserito nell'area dell'ex tabacchificio, per ricordarne la storia.
Villa Spinelli-D'Alessandrofu realizzata lungo il viale Cappuccini nel 1897, da Annio Lora, considerata uno dei migliori esempi delle edificazioni lungo questa strada nello stile eclettico del XIX secolo. Caratterizzata dal gusto eclettico del moresco-classico, con ricco apparato decorativo di ghirlande, festoni, motivi vegetali, mascheroni grotteschi che si combinano con le maioliche dipinte sulle balaustre.
La facciata principale presenta struttura simmetrica: al centro è ubicato l'ingresso percorribile mediante scalinata con strombatura curva, preceduto da un piccolo atrio; ai lati si aprono a sinistra una finestra e a destra un balcone alla romana, con balaustra in stucco imitante un intreccio di ramificazioni vegetali. Entrambe le aperture sono inquadrate da paraste ad arco superiore a sesto ribassato; come cornice marcapiano c'è una fascia in maioliche decorate con motivi vegetali, animali, e colori molto accentuati. Al primo piano in asse con il portale maggiore c'è la balaustra identica a quella del piano di sotto, ai lati invece ci sono finestre architravate, il coronamento dell'edificio è realizzato con un cornicione caratterizzato da mensole e maioliche colorate. Al di sopra di esso c'è, nella parte centrale, un terzo livello a forma di torretta, con terrazza superiore a balaustra.
Villa Pacelungo viale Cappuccini, fu realizzata negli anni '30 da Donato Villante in chiaro stile decò, con accenni di razionalismo. L'architettura è un omaggio a quella romana di Marcello Piacentini, il volume corposo e severo è a pianta rettangolare, scandito geometricamente da cornici e da paraste rettilinee, e dalle balconate a mezza-luna senza fronzoli e decorazioni di gusto classico.
Villa Carabba-Sargiacomosorge sul viale Martiri VI Ottobre, progettata da Filippo Sargiacomo, circondata da un ampio giardino. La facciata principale è caratterizzata da un corpo centrale, su tre livelli, simmetrico rispetto ai due campi laterali, e con essi definito a mezzo di lesene bugnate, che ne accompagnano tutto lo sviluppo verticale. Oltre che nelle lesene, il motivo del bugnato è presente al pianterreno, trattato con intonaco a fasce, spezzato in corrispondenza delle aperture. Il corpo centrale è a sua volta tripartito da un doppio ordine di lesene ioniche, corrispondenti a quelle ad arco ribassato, dell'ingresso delle due finestre laterali al pianterreno. Una chiusura a terrazza con balaustra in pietra fa emergere questo corpo rispetto agli altri, nella cornice e nella decorazione, i motivi ornamentali che articolano le superfici.
Villa D'Ovidio-Colalèsorge lungo il viale Cappuccini, realizzata negli anni '20 da Pietro d'Ovidio, passata poi alla famiglia del radiologo Gaetano Colalè; l'edificio è caratterizzato da una torre angolare sul fronte principale e da un repertorio formale di chiaro gusto neogotico, per quanto riguarda l'aspetto dei portali e delle finestre. Con la costruzione adiacente della clinica di Gaetano Colalè, la villa ospita un centro di risonanza magnetica "Madonna del Ponte".
Villa Carabba-D'Ameliodetta anche Villa Macchia, sorge su una traversa del viale Cappuccini sud, alla periferia della città con la contrada Marcianese. Fu progetta all'inizio del Novecento da Adolfo e Gino Coppedè per conto di Rocco Carabba. Un lungo viale alberato esalta il carattere monumentale della struttura, riutilizzata dalla famiglia d'Amelio come abitazione e location di cerimonie; sono da notare lo scalone monumentale realizzato a imitazione di quelli rinascimentali dei palazzi veneziani, l'esterno caratterizzato dalla cornice di coronamento, costituita da una serie di mensole fortemente aggettanti che fungono da sostegno della gronda. Come altre ville lancianesi, la casa è composta da due corpi, uno quadrangolare, e un altro addossato più alto, realizzato a forma di torretta, con tetto spiovente, e corpo aggettante. Di grande interesse sul corpo a "L" dell'edificio è la presenza della cornice di sommità, realizzata con una teoria di sottili colonnine impostate su una fascia continua, e terminanti in grossi capitelli che fanno base d'appoggio della gronda. Il prospetto principale è articolato nei due blocchi sfalsati della L, quello rientrante è l'ingresso, ricavato sotto un grosso arco policentrico sospeso su peducci, e affiancato da due aperture assunte a seguire la curva dell'arco. Al piano superiore il motivo della triplice apertura si ripete, sotto un arco ribassato con al centro un balcone con ringhiera a filo di muro.
I prospetti laterali sono articolati da finestre rettangolari, singole oppure accoppiate, con davanzali e piattabande arcuate a sesto ribassato, inquadrate da mensole, al piano nobile le piattabande hanno anche chiavi di volta, tanto sulle finestre quanto sulle aperture e strette sui balconi, e anche qui con ringhiera a filo di muro.

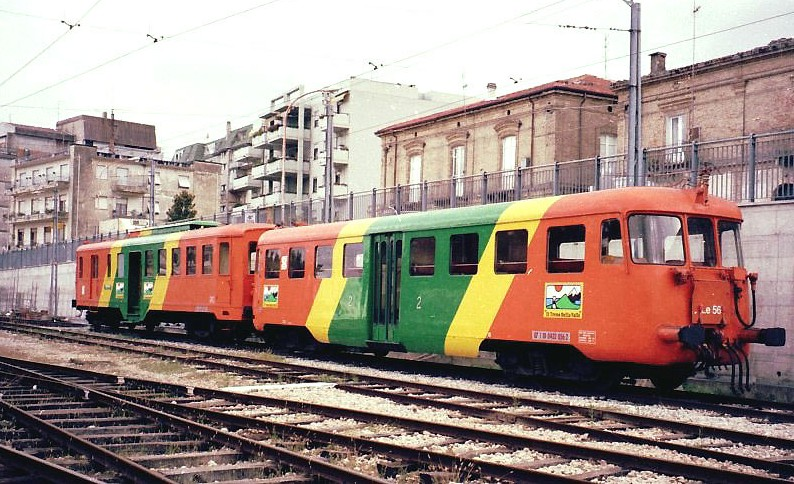
Il Treo della Valle sui binari, all'altezza della storica stazione Sangritana

Villa Sorgesi trova in via M. Eisenstein, nella parte a sud del viale Marconi. La villa è divenuta famosa per essere diventata un campo d'internamento durante la seconda guerra mondiale, di prigioniere ebree. L'iniziativa ci fu il 27 giugno 1949 con l'entrata in guerra dell'Italia, la villa aveva 3 piani, 4 camere, ingresso, gabinetto e vano rustico, un primo piano con 5 camere, cucina, secondo piano con 3 vani. Il proprietario Filippo Sorge l'affittò alla Prefettura di Chieti, che la usò per l'internamento delle ebree a partire dal 15 settembre 1940, con 49 internate più 4 bambini. Importantissima è la testimonianza scritta dell'internata n. 6, ossia Maria Eisenstein, che soggiornò nella villa dal 4 luglio al 13 dicembre 1940; le donne nel campo erano addette alla pulizia, alla cucina, alle lezioni di lingua, al lavoro a maglia. Nel 1942 la villa divenne un campo di reclusione per i prigionieri di guerra, principalmente slavi e inglesi, oltreché di politici e manifestanti antifascisti. La villa oggi è privata, ma aperta su prenotazione per delle visite, nel 2018, presso il prato pubblico è stato realizzato un monumento alla "Deportazione dei Rom Sinti" nei campi nazisti di concentramento, con patrocinio del prof. rom Santino Spinelli.

### Altri villini
Villa Gentilesorge su via De Crecchio, all'altezza dell'incrocio con via F. Filzi, facente parte di un complesso di altre due ville poste lungo la strada. La villa è stata realizzata negli anni '20, mostrando ancora i caratteri del gusto liberty, ha due piani, ed è caratterizzata da un grande portico di accesso a semi-ottagono, con quattro colonne cilindriche di sostegno, terminanti a capitello corinzio, e balconata superiore per l'affaccio dalle finestre del primo piano.
Galleria Imperialeposta con le due facciate su via Luigi De Crecchio e via Dalmazia, sorge sopra l'antico complesso di San Mauro dei Carmelitani (XVI secolo), soppresso nell'800. L'imprenditore Lorenzo Giancristofaro acquistò l'immobile per realizzarci un cinematografo, abbattendo la chiesa nel 1939; si salvò l'affresco staccato della Crocifissione, oggi esposto nel Museo diocesano. Dopo la guerra, il cinema Imperiale continuò a svolgere le sue funzioni, ma cadde lentamente in abbandono dagli anni '80 e venne demolito per la costruzione del monumentale complesso Galleria Imperiale che ospita uffici vari, aziende residenziali, e gli uffici dell'autolinea Sangritana. Mostra poco di interessante al livello architettonico, se non il doppio accesso dalle vie, realizzato con un portale decorato da stipiti a colonne cilindriche, e timpano triangolare, con la scritta centrale "G". L'interno conserva un bassorilievo in marmo dedicato a Lorenzo Giancristofaro.
Storica stazione della Sangritanasi trova in Piazzale della Stazione, nell'area della comunale all'ingresso del Corso Trento e Trieste. Venne edificata nel primo decennio del Novecento, quando tra il 1908 e il 1915 veniva realizzata la ferrovia che collegava il comune marittimo di San Vito Chietino a Castel di Sangro, risalendo il fiume sino all'alta montagna. La stazione è ancora oggi usata, anche se la nuova è stata edificata intorno al 2010-11 più a sud, nel nuovo tratto ferroviario, sotto il colle della chiesa di Sant'Antonio di Padova. La stazione presenta un'interessante architettura neoclassica, a pianta rettangolare, con gli angoli fasciati da bugne, scandita da paraste e cornici marcapiano intonacate di bianco in due piani, con ordine regolare di finestre. La cornice superiore mostra nella parte centrale un piccolo rialzo con un orologio civico per segnare le partenze. L'interno è stato ampiamente rifatto, i locali del pianterreno sono adibiti a biglietteria e bar, mentre i piani superiori hanno gli uffici, condivisi con quelli di un nuovo stabile, costruito poco più a sud, nel piazzale di fermata degli autobus.
Istituto scolastico "Sacro Cuore di Gesù e Maria"sorge lungo via Santo Spirito, accanto alla chiesa dei Sacri Cuori, eretta nella metà dell'Ottocento in stile neoclassico, fu voluto dal parroco don Lorenzo Lisio. Si tratta di una scuola paritaria istituita dalle suore della chiesa nel 1977-78, ottenendo nel 2001-02 anche l'abilitazione per scuola elementare. Il vasto complesso ha pianta rettangolare, racchiudente tutto il perimetro della chiesa ottocentesca, eccettuata la facciata, non mostra particolari segni architettonici di rilievo, e oltre alle aule, è dotata di un refettorio, del chiostro, della palestra, della sala mensa e l'ambulatorio medico.

## Casini delle Contrade
- Villa Paolucci-Di Nunzio-Pozzolini: sorge lungo la strada di contrada Marcianese per Castelfrentano. Fu progettata da Filippo Sargiacomo per la famiglia Paolucci, e consiste in un felice connubio del linguaggio classicista e stilemi decorativi floreali del liberty. La villa ha pianta quadrangolare, con la facciata scandita verticalmente da quattro paraste con capitello corinzio, tre portali alla base, di cui il maggiore preceduto da una scalinata, sovrastato da una loggia con balconata per le finestre del primo piano, sovrastate da un timpano curvilineo. Nel corpo centrale, la mansarda assume l'aspetto di una torretta centrale con decorazione a trifora. L'ingresso è dato da una scala, il portale è inquadrato da stipiti sormontati da capitelli, su cui si innesta un arco a tutto sesto con le cornici modanate. Come le altre finestre, le aperture delle campate laterali del primo livello hanno profilo a tutto sesto e sono inquadrate da lesene scanalate fino a un terzo dell'altezza, interrotta da capitelli con motivi floreali. Le facciate laterali ripropongono i motivi del fronte principale, sebbene in maniera minore. La villa è stata famosa nella seconda guerra mondiale per essere stata dal 1943 al '44 il presidio di controllo dei tedeschi, che controllavano la città, e da cui partirono il 5 ottobre 1943 per reprimere la rivolta dei martiri ottobrini, e dove interrogarono e uccisero Trentino La Barba, capo del drappello ribelle.

- Casino De Cecco: sorge dietro la chiesa dell'Immacolata Concezione, lungo la strada di Contrada Serroni-Torre Sansone. La casa fu eretta nel 1870 sopra i terreni espropriati al convento di Santa Chiara, da parte della famiglia Cotellessa. La piccola proprietà, usata principalmente come magazzino agricolo, fu venduta ai De Cecco, che costruirono il villino vero e proprio. Nel 1930 alcuni locali furono usati come scuola elementare sino al 1959. Più avanti la casa venne persa dalla famiglia, e cadde in degrado, stando ancora oggi in questo deplorevole stato. La costruzione si sviluppa su dei livelli divisi da cornici marcapiano, più un mezzanino articolato da piccole finestre quadrangolari, e una torretta in corrispondenza della campata centrale del prospetto. Il carattere rurale dell'edificio è leggibile nella netta separazione tra rustico e abitazione residenziale, il primo al pianterreno e l'altro al priano superiore, accessibile da uno scalone esterno appoggiata sul fianco sud. Lo stesso carattere è riscattato sulla facciata governata da una rigorosa simmetria nell'articolazione dei volumi, impaginata con un ordine di paraste e cornici, emergente non solo volumetricamente. L'intonaco bianco è alternato a quello rosso pompeiano, al pianterreno il portale principale ad arco a tutto sesto, è affiancato da due finestrelle quadrate con larghe mostre intonacate di bianco. Al piano superiore ci sono tre balconi su mensole, con ringhiere in ferro battuto

- Casina De Riseis: all'inizio di via del Mare, fu realizzata a fine '800 dal barone Panfilo De Riseis, e passata al figlio Giuseppe. Di recente è passata alla proprietà della famiglia Di Fonzo Di Vasto. La villa negli anni '90 fu teatro della scoperta di lapidi archeologiche, di proprietà dello storico e sacerdote Uomobono Bocache (1745-1824), le quali erano passate agli eredi Santacroce, e infine vendute alla famiglia De Giorgio, che a loro volte le cedettero ai De Risesi per questioni economiche. Nonostante l'importanza delle lapidi che testimonierebbero la presenza di antichi manufatti dell'antica Anxanum, la critica le ha giudicate in gran parte false.